# Placas de identificação de veículos nos Estados Unidos

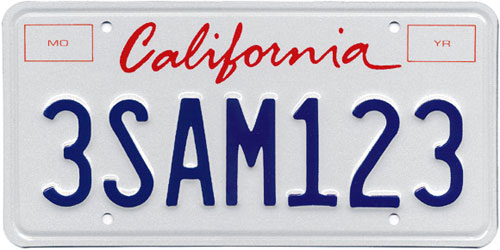
Exemplo de placa regular emitida no estado da Califórnia em 1992.

As placas de identificação de veículos nos Estados Unidos são emitidas pelos departamentos de veículos a motor, ou por um departamento estadual ou territorial, ou, no caso do Distrito de Colúmbia, o governo da cidade. Algumas tribos nativas americanas também registram veículos e emitem placas. O governo federal dos Estados Unidos registra e emite placas somente para seus próprios veículos e para veículos de uso diplomático.
O design das placas é frequentemente escolhidos para conter símbolos, cores ou lemas associados com a jurisdição emitente (Estado, Território, etc). Em inglês, são utilizados os termos license plate, que também aparece nos estatutos legais, embora em algumas áreas a palavra tag seja usada informalmente. O código oficial de três letras ISO atribuído para os Estados Unidos é USA.

## Designs e formatos

### Formatos
Os designs das placas frequentemente contêm símbolos, cores ou slogans associados à jurisdição que os emite. Os formatos das séries utilizadas, tipicamente alfanuméricos, são projetados para fornecer números únicos exclusivos para todos os veículos motorizados de uma dada jurisdição, conforme a sua expectativa de esgotamento e o tamanho da frota circulante. Por exemplo, os pequenos estados de Delaware e Rhode Island ainda utilizam formatos exclusivamente numéricos (123456), enquanto a Califórnia utiliza um sistema alfanumérico de sete caracteres (1ABC234), e vários outros estados populosos usam sete caracteres em outros formatos alfanuméricos (ABC-1234 ou AB-12345). Outros formatos incluem aqueles que incorporam um sistema de codificação por condado ou relativo a um mês de vencimento indicado em determinado algarismo da placa.
Veículos que destinam a outros usos (comercial, etc.) possuem formatos e estilos próprios.

### Designs
Nos Estados Unidos, muitos estados distinguem suas placas, através de esquemas de cores e logotipos exclusivos, que persistem ao longo do tempo. Por exemplo, o logotipo de cowboy muitas vezes associado ao estado de Wyoming, tem aparecido nas placas do estado de forma contínua desde 1936. Alguns das primeiras placas do Tennessee foram produzidas em um paralelogramo, cuja forma aproximava-se à do estado.
As placas de Vermont têm um esquema de cores verde e branco, enquanto o Alasca possui tradição nas cores amarela e azul. Outros estados e territórios, como a Califórnia, oferecem estilos de cores mais simples, muitas vezes com fundo branco, e pouca decoração.
Flórida, Indiana, Maryland, Michigan, Nebraska, Pensilvânia, Carolina do Sul, e Virgínia Ocidental têm optado por exibir o site oficial ou de turismo do estado em suas placas comuns. A maioria das placas em Washington, D.C. contêm a frase "Tributação sem representação", para destacar a ausência de um representante com poder de voto no Congresso dos Estados Unidos.
Em maio de 2016, os três designs mais antigos de placas em uso – cada um com ligeiras modificações ao longo do tempo – são os de Delaware (em produção desde 1959), Colorado (desde 1960, ininterruptamente, desde 1978) e Minnesota (desde 1978).

### Impressão do número de registro

A visualização da série atual de placas nos Estados Unidos em setembro de 2018.
Estados nos quais os caracteres são impressos nas placas
Estados que emitem a maioria das placas em relevo, mas onde algumas placas têm caracteres impressos
Estados que emitem placas com caracteres gravados em relevo
Estados que emitem placas com caracteres gravados em baixo-relevo

Normalmente, o número de inscrição é gravado em alto-relevo – ou, mais raramente, impresso – na placa. Outras informações de identificação, como o nome da jurisdição emitente e a classe de veículo, podem ser tanto impressas quando gravadas em relevo. A quantidade de estados que usam caracteres impressos tem aumentado: Colorado, Mississippi, Missouri, New York, Ohio, Oregon e Washington fazem-no apenas para determinados tipos de placas de veículos, tais como placas personalizadas e séries especiais; Alabama, Arizona, Idaho, Indiana, Iowa, Kansas, Minnesota, Montana, Nebraska, Nova Jersey, Dakota do Norte, Carolina do Sul, Dakota do Sul, Tennessee, Texas, Wyoming, e o Distrito de Columbia já migraram para a chamada "placa plana" em todas as suas placas. Nevada, anteriormente, já emitiu "placas planas" mas depois retornou às placas gravadas em alto-relevo. Em Delaware não emite placas em relevo há décadas. Wyoming, normalmente emite placas planas, mas também emite placas em alto-relevo mediante o pagamento uma taxa extra.
Em 2018, a Califórnia iniciou um programa-piloto no qual a cidade de Sacramento emitiu placas, alimentadas a bateria, com um visor digital, por uma taxa extra. O número de registro é exibido em uma tela de papel eletrônico que, teoricamente, pode atualizar-se para exibir mensagens diferentes. A placa em si também é equipada com um dispositivo, que pode ser rastreado, no caso de o carro associado à placa ser roubado.

### Tamanhos de placa
Em 1956, os estados americanos e as províncias canadenses chegaram a um acordo com a Associação de Fabricantes de Automóveis , que fixou o tamanho de todas as placas usadas por veículos de passeio em 6 por 12 polegadas (aproximadamente 15 por 30 centímetros), embora as dimensões possam variar ligeiramente em cada jurisdição emitente. Na América do Norte, apenas São Pedro e Miquelão não adotou este padrão, seguindo o padrão francês. Placas de dimensões menores são usadas em motocicletas e, em algumas jurisdições, ciclomotores e certos tipos de carretas e equipamentos de construção. Além disso, o Estado livre associado de Porto Rico também produz placas em dimensões europeias como emissão especial.

## Mostrando o registro atual nas placas

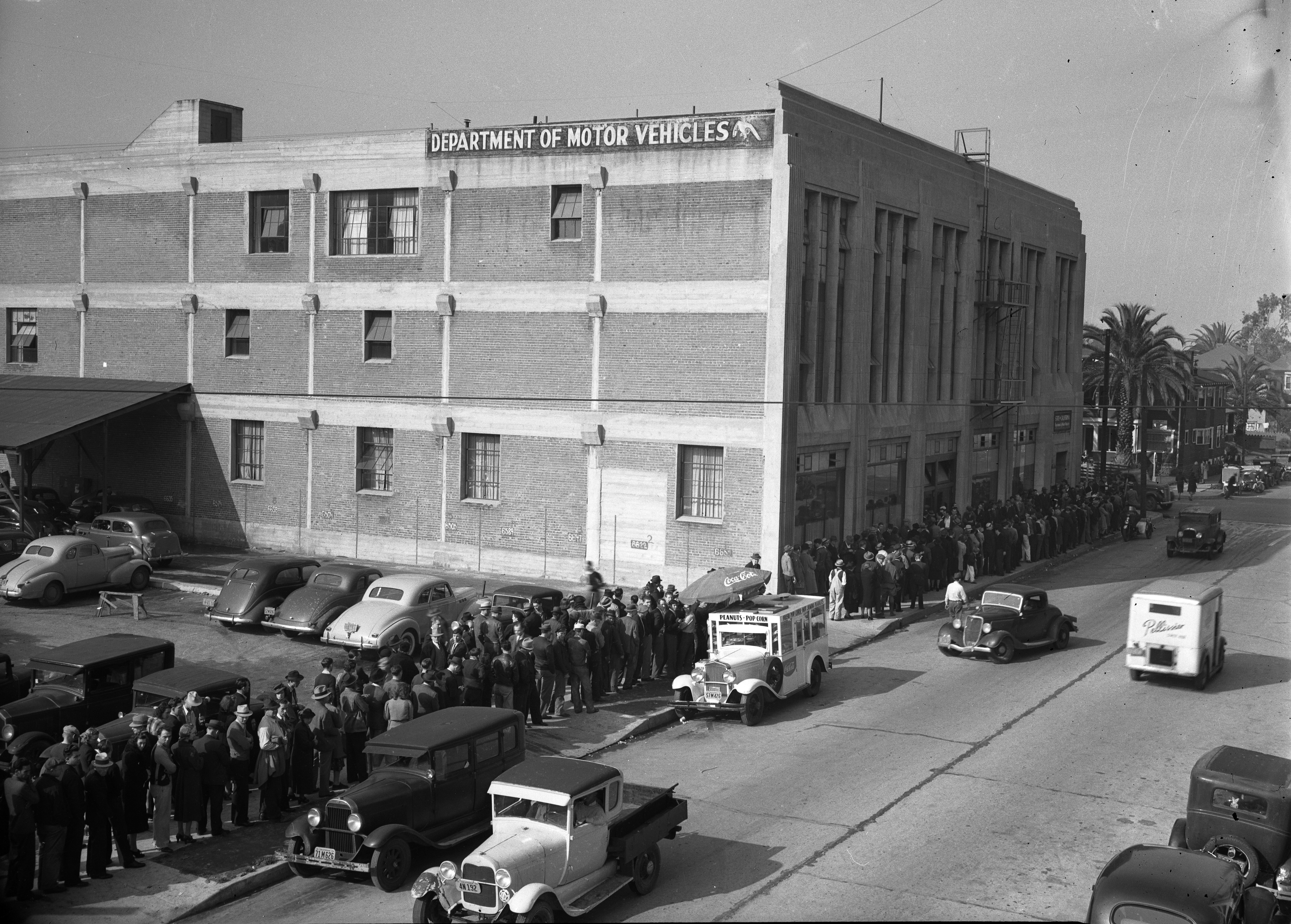
Fila para emplacamento. Los Angeles, 1940

Historicamente, as placas eram substituídas anualmente, apesar de a prática mais comum atualmente é a emissão de adesivos de validação a cada um ou dois anos, para indicar que o registro do veículo ainda é válido.
As placas de veículos com registros vencidos podem chamar a atenção da polícia, porque os indicativos de uma placa vencida, tais como um adesivo velho e/ou vencido, dão motivação para que seja ordenada a parada do veículo para averiguação. Um problema desse tipo é, muitas vezes, um indicador de que o veículo pode ser roubado, que o proprietário do veículo não cumpriu com a lei aplicável em relação à inspeção veicular ou de seguro, ou que o proprietário do veículo possui multas de trânsito que não foram pagas. Historicamente, a maioria dos estados exigia a substituição periódica de todas as placas; mas esta prática está sendo abandonada por muitos estados, por causa dos gastos produzir continuamente um grande número de placas. Washington interrompeu a prática de substituição obrigatória em 2015. Maryland anteriormente determinou que todas as placas de ser substituídas a cada cinco anos (exceto para reboques, cuja substituição de placas era feita de oito em oito anos), mas não tem feito isso desde 1986.
Em lugares que utilizam adesivos de validação nas placas, o mês e o ano de validade podem estar separados em dois decalques, ou emitidos em um adesivo único. Anteriormente, a Carolina do Norte emitia adesivos separados para mês e ano, mas em 2015 passou a utilizar um único adesivo. Em outros lugares, a validação da placa é feita através de um adesivo exibido do lado de dentro do para-brisa. A cor das placas e adesivos dos para-brisas, muitas vezes mudam anualmente, para garantir a fiscalização das leis de registro.
Nova York, Texas, e o Distrito de Colúmbia exigem somente os adesivos de para-brisa, em vez de exigi-los nas placas, para a maioria das classes de veículos. Os adesivos indicativos do registro de veículos incluem o mês e ano de validade (e, no caso do Distrito de Colúmbia, o dia) em formato grande, de modo que a caducidade do registro no adesivo de para-brisa torne-se facilmente visível. Em Connecticut, iniciou-se a exigência de adesivos de para-brisa em setembro de 2006, e em agosto de 2010, a exigência de adesivos foi eliminada completamente, principalmente para reduzir custos. Nova Jersey exigiu o uso de adesivos na placa por alguns anos, iniciando com adesivos cuja validade era para novembro de 2000, mas não os tem exigido em veículos de passeio desde 1 de outubro de 2004.
A Pensilvânia emitiu adesivos de validação para moradores da Filadélfia, adesivos esses que eram exibidos no canto inferior esquerdo das janelas traseiras dos automóveis por alguns anos, para dificultar o roubo das etiquetas de placas; a prática foi encerrada no final de 2003, com os últimos adesivos indicando validade até janeiro de 2005 expirações. A partir de janeiro de 2017, a Pensilvânia não mais emite quaisquer adesivos em placas.

## Ciclo de vida
Sob a lei dos Estados Unidos, quando uma pessoa se muda para outro estado com a intenção de ali permanecer por período indeterminado, esta deve registrar seus veículos de uso pessoal no novo estado de residência, assim, este emitirá placas novas que serão colocadas no veículo. A exceção principal são os militares em serviço ativo que por determinação de lei federal, não mudam sua residência legal (domicílio) após mudarem-se para novo posto, e assim sendo, não estão obrigados a registrar novamente seus veículos. Estudantes de graduação que estão fora de seu estado de residência também estão isentos de realizar novo registro, embora tal isenção normalmente não se aplique aos estudantes de pós-graduação. A Louisiana não estende esse privilégio a veículos alugados usados por estudantes e exige o registro local. Poucos estados, tais como Nova York, permitem, embora não exijam, que estudantes de fora do estado registrem localmente seus veículos.
Quando um veículo é vendido, o destino dado às placas depende de lei estadual, e varia por estado. Em alguns estados, as placas são transferidas com o veículo ao seu novo proprietário. Em outros estados, as placas permanecem com o vendedor, que pode, mediante pagamento de uma taxa, transferir o registro a um novo veículo. Em alguns estados, emite-se uma nova placa sempre que o carro for vendido.

## Colocação
Para registros de veículos de passeio, os estados dos EUA exigem o uso por parte dos veículos de uma ou de duas placas de identificação (na parte traseira do veículo ou nas partes dianteira e traseira). Nos estados que exigem duas placas, pode haver exceções que permitem apenas uma única placa, como para o registro de veículos comerciais, de propriedade do governo, de concessionárias ou de coleção. Nos estados de Missouri e da Califórnia, lugares que exigem duas placas, certos registros para caminhões exigem uma única placa, na frente do veículo, deixando a traseira sem placa, enquanto na Califórnia veículos com finalidades profissionais (concessionárias, por exemplo) precisam apenas de uma placa na traseira de um veículo que de outra forma exigiram as duas placas.
| Posição                                                 | Estados/Territórios |
| ------------------------------------------------------- | --- |
| Placas dianteira e traseira                             | Alasca, Samoa Americana, Califórnia, Colorado, Washington, D.C., Connecticut, Guam, Havaí, Idaho, Illinois, Iowa, Maine, Maryland, Minnesota, Missouri, Nova Hampshire, Nova Jérsia, Nova Iorque, Dakota do Norte, Marianas Setentrionais, Ohio, Óregon, Rhode Island, Texas, Utah, Vermont, Ilhas Virgens Americanas, Virgínia, Washington, Wisconsin |
| Placa traseira, somente                                 | Alabama, Arizona, Arkansas, Delaware, Flórida, Geórgia, Indiana, Kansas, Kentucky, Luisiana, Michigan, Mississippi, Novo México, Carolina do Norte, Oklahoma, Pensilvânia, Porto Rico, Carolina do Sul, Tennessee, Virgínia Ocidental |
| Placas dianteira e traseira para a maioria dos veículos | Massachusetts, Montana, Nebraska, Nevada, Dakota do Sul, Wyoming |

Estados que exigem placas na dianteira e na traseira para todos os veículos de passeio
Estados que exigem apenas a placa traseira para os veículos de passeio
Estados que exigem placas para a maioria das categorias de veículos, mas que podem ter em certos casos apenas a placa traseira

Em janeiro de 2012, o Poder Legislativo do Texas, inadvertidamente, removeu a penalidade por dirigir sem a placa dianteira. Como resultado, a lei exigia placas dianteira e traseira nos veículos, mas não atribuía punição ao descumprimento. Percebendo o erro, os legisladores modificaram a regra para incluir a multa de 200 dólares, em setembro de 2013.
A Dakota do Sul emite somente as placas traseiras para veículos mediante uma taxa de $25, mas apenas se o veículo for dirigido por menos de 6 000 milhas (9 700 km) a cada ano.

## Placas temporárias e de trânsito

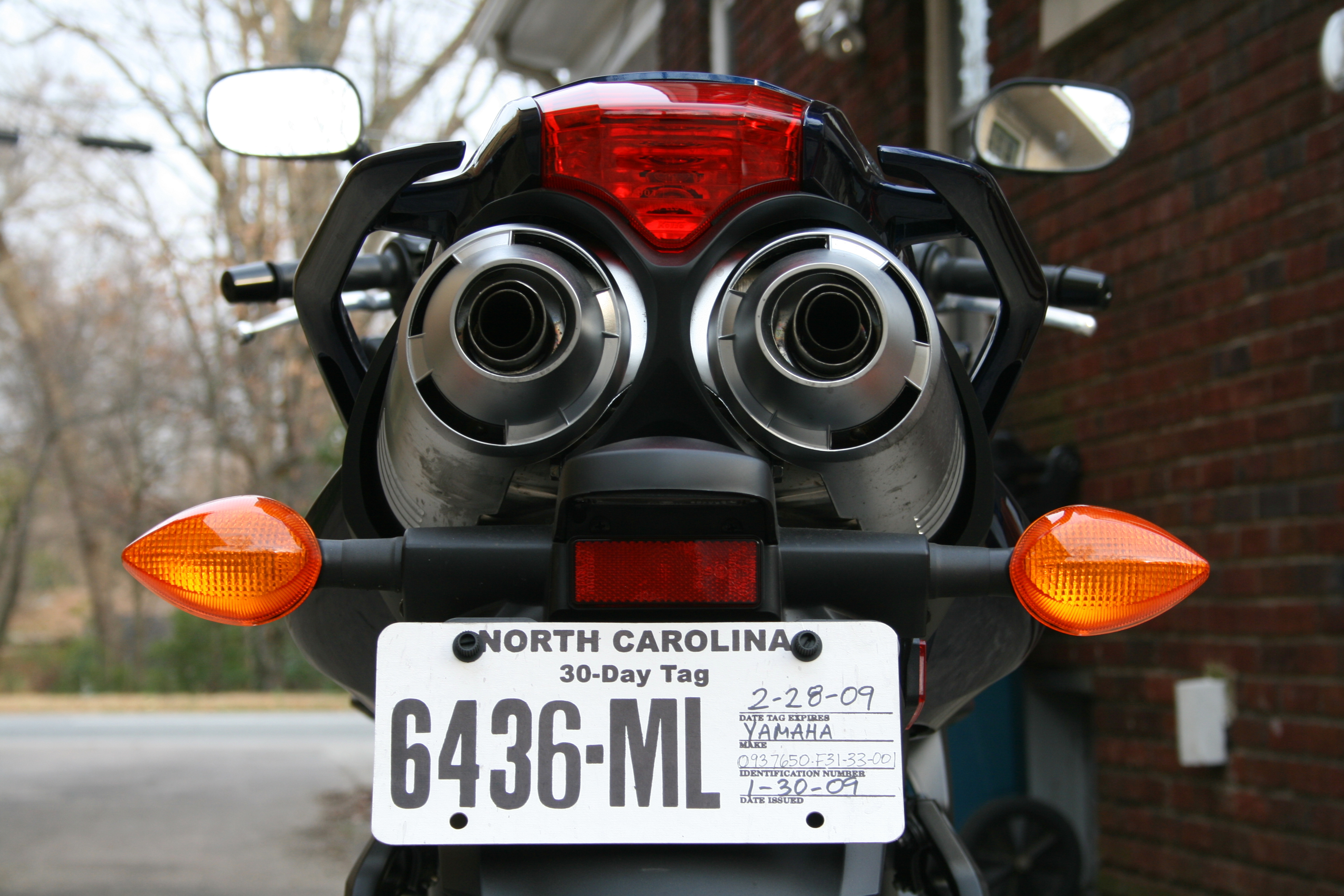
Uma placa temporária de 30 dias em uma motocicleta, na Carolina do Norte

Quando uma pessoa compra um veículo em um concessionário, esse revendedor normalmente é autorizado a emitir um registro temporário para permitir ao comprador a condução do veículo até a agência governamental encarregada do registro do veículo.

### Califórnia
A Califórnia, o estado americano mais populoso e que possui mais veículos em circulação, diferencia-se dos demais por não exigir qualquer forma de placa temporária. Veículos recém-comprados são tipicamente dirigidos sem placas por um mês ou mais com nada que não seja um adesivo do revendedor ou uma placa de papel no receptáculo para as placas. Tal prática torna o veículo simplesmente "irrastreável", tanto pelas pessoas ou pelos sistemas automáticos e eletrônicos de reconhecimento de veículos, de fiscalização eletrônica. Isto levou a uma verdadeira "epidemia" de casos de evasão de pedágios que usam sistemas eletrônicos no lugar das cabines, levando a perdas de dezenas de milhões de dólares anuais. Em função disso, o poder legislativo do estado aprovou em 2016 a exigência de placas temporárias para veículos da Califórnia a partir de 2019. Esta lei foi motivada pela morte de um pedestre que foi atropelado por um motorista de um veículo sem placas temporárias, o que impossibilitou a busca do culpado. Essa falta de exigência de placas temporárias também é jocosamente conhecida como "lacuna Steve Jobs" em função do hábito do finado ex-diretor executivo da Apple de fazer sucessivos leasings de seis meses numa série de Mercedes-Benz SL55 AMG, especificamente para não ter de colocar placas nos veículos. Esta falta de placas temporárias também se tornou vantajosa para a criminalidade, que sabe que veículos nessa condição não são rastreáveis e não costumam despertar suspeitas.

## Placas especiais e personalizadas

### Placas personalizadas

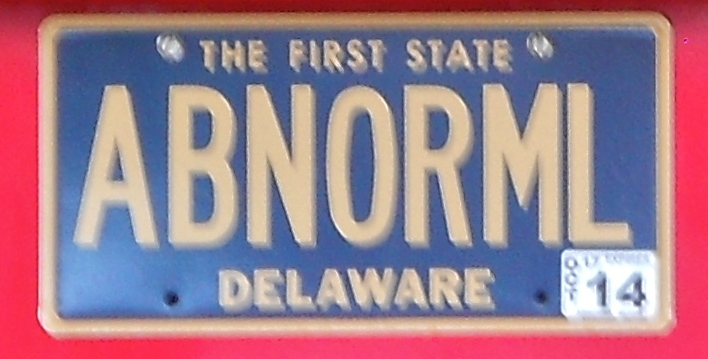
Uma placa na qual se lê ABNORML ("anormal") registrada em Delaware

Em cada um dos 50 estados americanos e no Distrito de Columbia, os motoristas têm a opção, ao pagamento de uma taxa adicional, de adquirir placas personalizadas, que são placas com uma sequência alfanumérica personalizada. Entretanto, este tipo de placas não pode conter palavrões ou palavras obscenas, embora as listas de proibições variem amplamente entre os órgãos emissores. Na Califórnia, os motoristas podem solicitar placas com símbolos — um coração, uma mão, o sinal de adição, ou uma estrela — quando da personalização. Outros estados, como New Hampshire e Carolina do Norte, também permitem o uso de determinados sinais de pontuação. O estado da Virgínia oferece mais de 200 modelos exclusivos para as placas. Um décimo de todas as placas personalizadas dos EUA está na Virgínia (que tem 1,6 milhões de placas personalizadas), a maior concentração de placas personalizadas emitidas por um estado.
Certas classes de placas personalizadas podem exigir uma prova da autorização, como a obtenção de uma licença comprovando a condição de radioamador para conseguir uma placa com o seu indicativo de chamada (prefixo). Veteranos de guerra que receberam a Medalha de Honra ou o Coração Púrpura devem comprovar o serviço militar e o recebimento da medalha.
As placas personalizadas, por vezes, causam dificuldades aos seus proprietários. Em 1979, um morador de Los Angeles, recebeu cerca de 2.500 multas de trânsito por estacionamento em lugar proibido, vindas de todo o estado da Califórnia, pois os computadores do Departamento de Veículos Motorizados local atribuíram a placa dessa pessoa, "NO PLATE" (sem placa), a multas para carros sem placas. Outros casos têm sido relatados para placas que dizem "MISSING" (ausência), "NOTAG" (sem placa), "VOID" (nulo), "NONE" (nenhum) e "XXXXXXX".

#### Placas de baixa numeração
Em Delaware, placas de três dígitos podem custar 50 mil dólares e placas de dois dígitos podem custar 200 mil dólares. Um especialista avaliou que uma placa com único dígito em Delaware poderá chegar a 400 mil dólares em leilão.

### Placas especiais

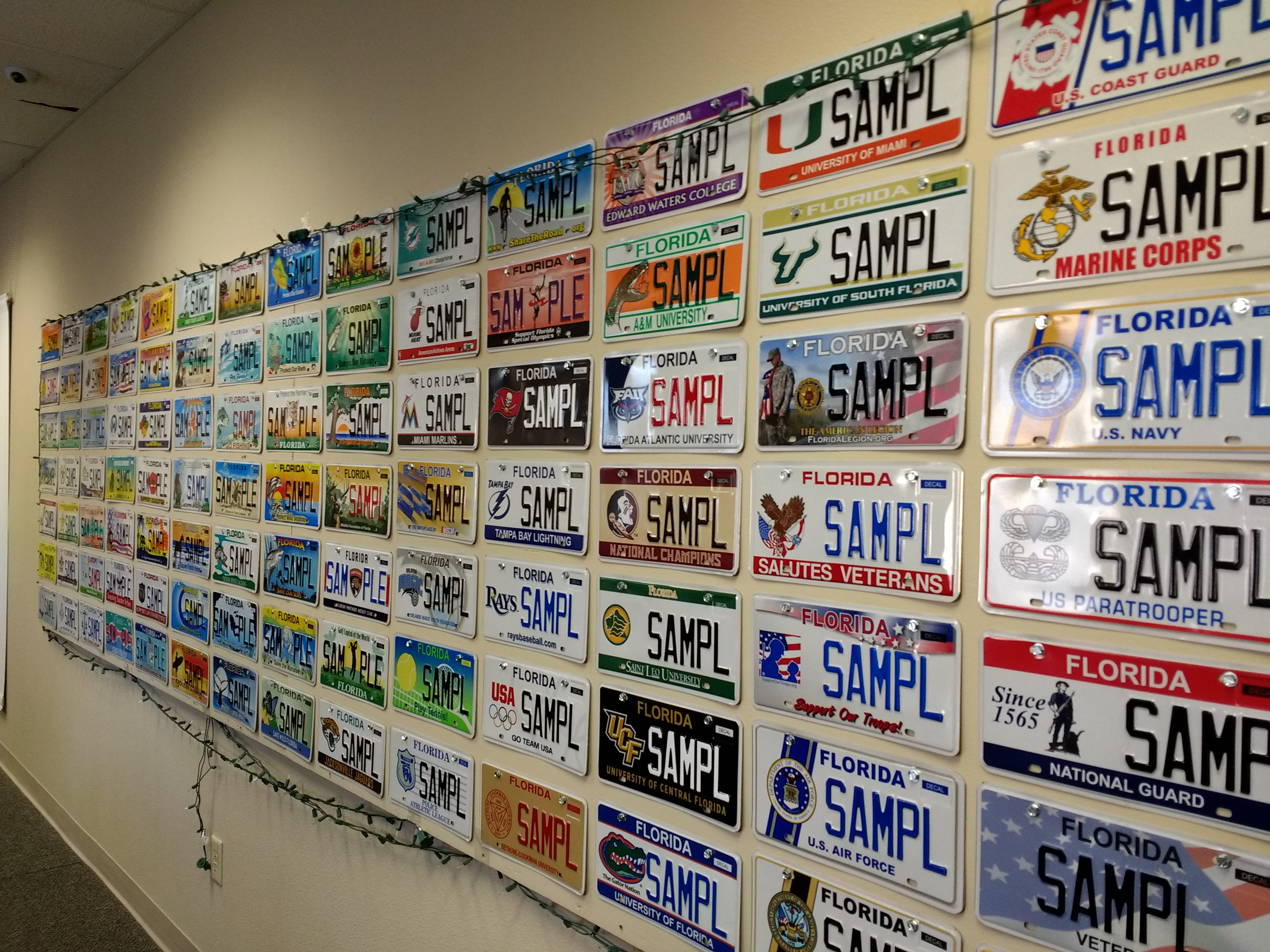
Parede com placas especiais na Flórida.

Em algumas jurisdições, os proprietários de veículos podem também pagar uma taxa extra para a obtenção de placas especiais. Neste caso, a combinação alfanumérica é escolhida pela agência de licenciamento — tal como ocorre com os placas regulares, mas os proprietários neste caso têm a oportunidade de escolher uma placa com design exclusivo, distinto das séries regulares. Por exemplo, um aluno ou estudante de uma universidade pode comprar uma placa com o logotipo da instituição ou um aventureiro pode decidir pagar uma taxa extra por uma placa retratando uma paisagem natural. Uma parte do custo adicional das placa especiais pode ser destinado à doação para as instituições representadas, muitas delas sem fins lucrativos.

### Restrições

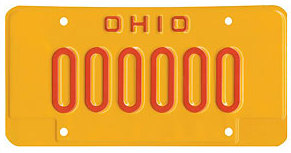
Exemplo de placa emitida em Ohio para pessoas condenadas por beber e dirigir, destinada a infratores com limitações de direitos de condução.

Em Nova Jersey, as pessoas condenadas por dirigir sob o efeito do álcool podem ser proibidas de usarem as placas personalizadas. Em Ohio, os motoristas condenados por embriaguez são obrigados utilizar placas especiais, com caracteres vermelhos em fundo amarelo, além de outras restrições, como somente se ater ao percurso casa-trabalho-casa. Na Geórgia e em Minnesota, motoristas nessa condição podem ser obrigados a utilizar placas com com um sistema de numeração especial indicando restrição de privilégios de condução.

## Placas governamentais e profissionais

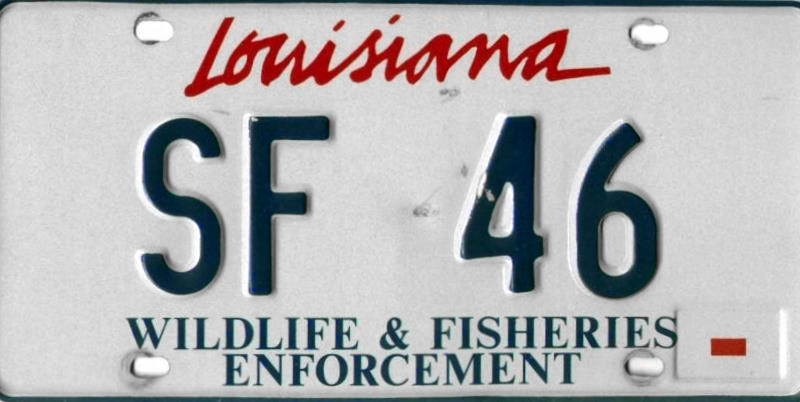
Placa da divisão do equivalente ao departamento estadual de meio ambiente da Luisiana.

Muitos estados emitem placas de licença para integrantes algum tipo de privilégio especial, tal como estacionamento ou transpor áreas restritas pela polícia. Os exemplos incluem placas para os membros da imprensa, médicos, enfermeiros, EMTs, paramédicos, bombeiros voluntários, juízes, médicos legistas e representantes eleitos.

### Exemplos específicos (departamentos)

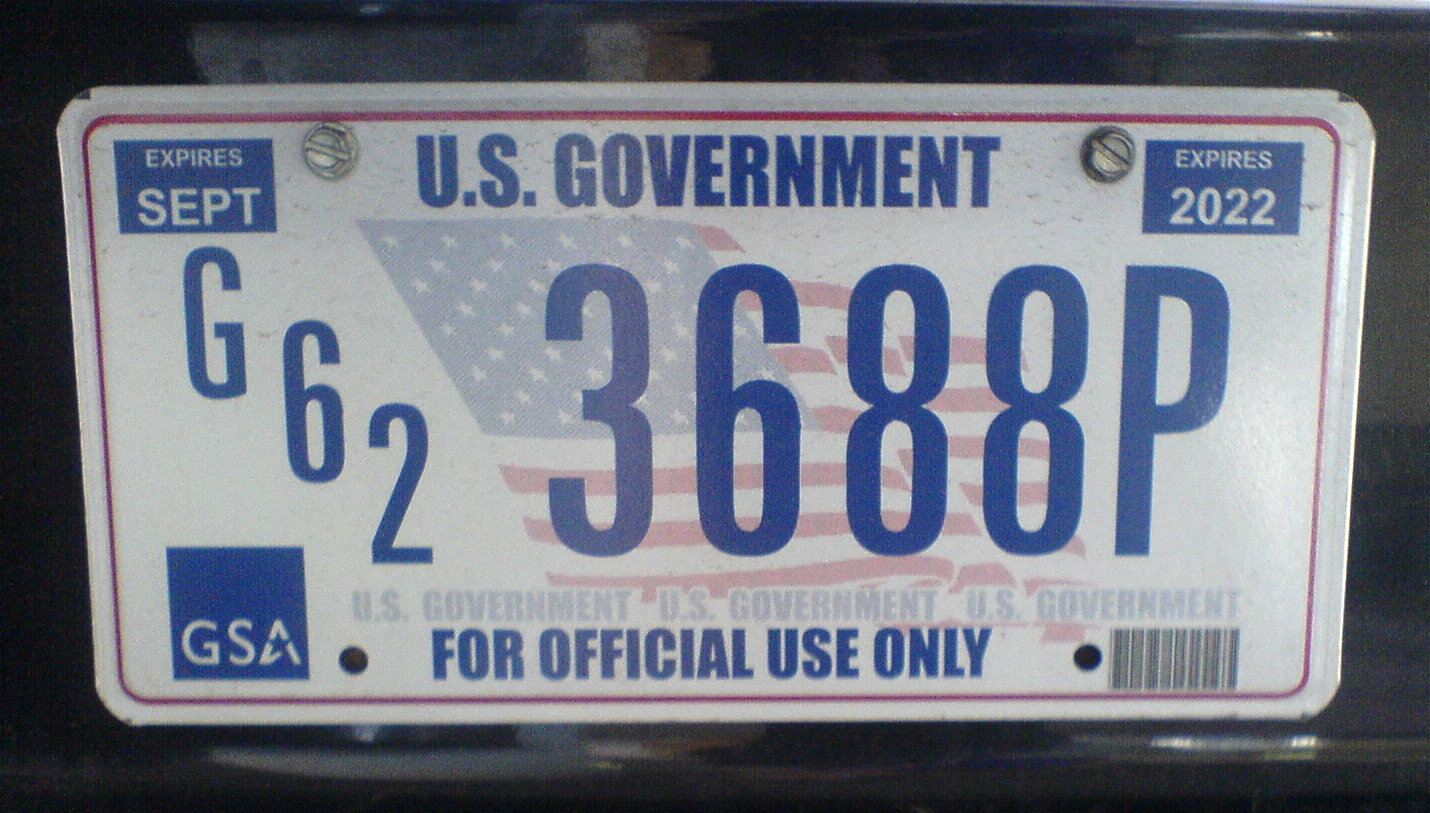
Placa do Governo dos EUA, datada de 2015

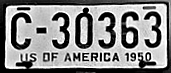
Placa governamental dos EUA, datada de 1950

Veículos de propriedade das forças armadas dos EUA podem ter uma placa veicular emitida pela própria instituição em questão, apesar de alguns veículos utilitários não possuírem placa alguma, apenas um número de identificação pintado diretamente na carroceria. O Serviço Postal dos Estados Unidos adota a mesma prática, especialmente para os seus caminhões de entrega.

### Exemplos específicos nos estados
Alguns estados usam esquemas próprios para distinguir suas placas das séries comuns aos demais veículos. Por exemplo, na Virgínia, o governo do estado usa placas com o formato "12-345S" e têm fundo azul-claro, enquanto as placas de governos locais usam o formato "123-456L" e têm fundo creme. A série padrão tem fundo branco e outro esquema de numeração.
As placas antigas governamentais da Califórnia têm a letra "E" dentro de um octógono ou de um losango, que não são mais emitidas, mas ainda são válidas. As placas antigas têm um losango ou octógono antes de 6 dígitos aleatórios, enquanto os veículos mais novos possuem a inscrição CA EXEMPT ("CA ISENTO") no topo da placa veicular em vermelho em vez da inscrição regular "California" em vermelho cursiva e contando com até 7 caracteres alfanuméricos.

## Placas diplomáticas
As placas diplomáticas são emitidas pelo Departamento de Estado dos Estados Unidos para os representantes estrangeiros acreditados junto à essa instituição. Esta é uma exceção à regra geral: nos EUA, as placas de identificação de veículos são emitidas pelos estados, e não pelo governo federal. No entanto, antes da década de 1980, as placas diplomáticas eram emitidas pelos estados, sendo Nova York o estado onde se emitia mais placas, seguido do Distrito de Colúmbia.

Os códigos atribuídos são exclusivos para cada país em particular, mas não se correlacionam com os Códigos de País ISO ou outros padrões de formato. Por exemplo, no antigo sistema utilizado até 2007, a França é "DJ" e não "F" e a Austrália é "XZ" e não "AUS". Isso tinha a finalidade de evitar que o público em geral identificasse e tomasse como alvo diplomatas de países específicos.

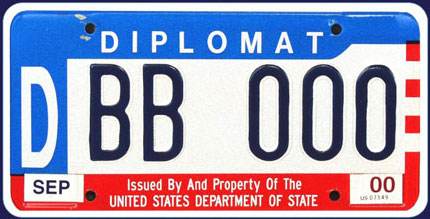
Placa diplomática dos Estados Unidos, no padrão emitido até 2007
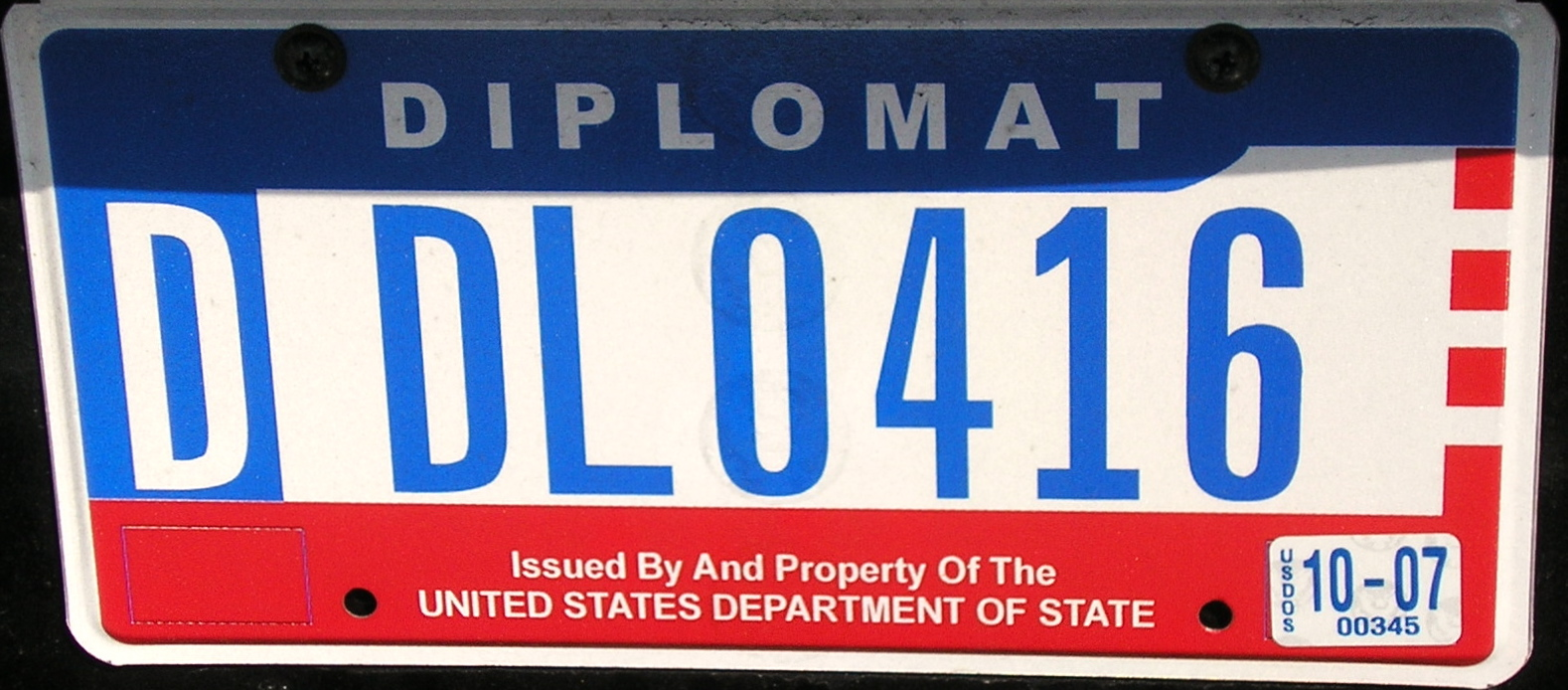
Placa diplomática dos Estados Unidos com a combinação alfanumérica impressa
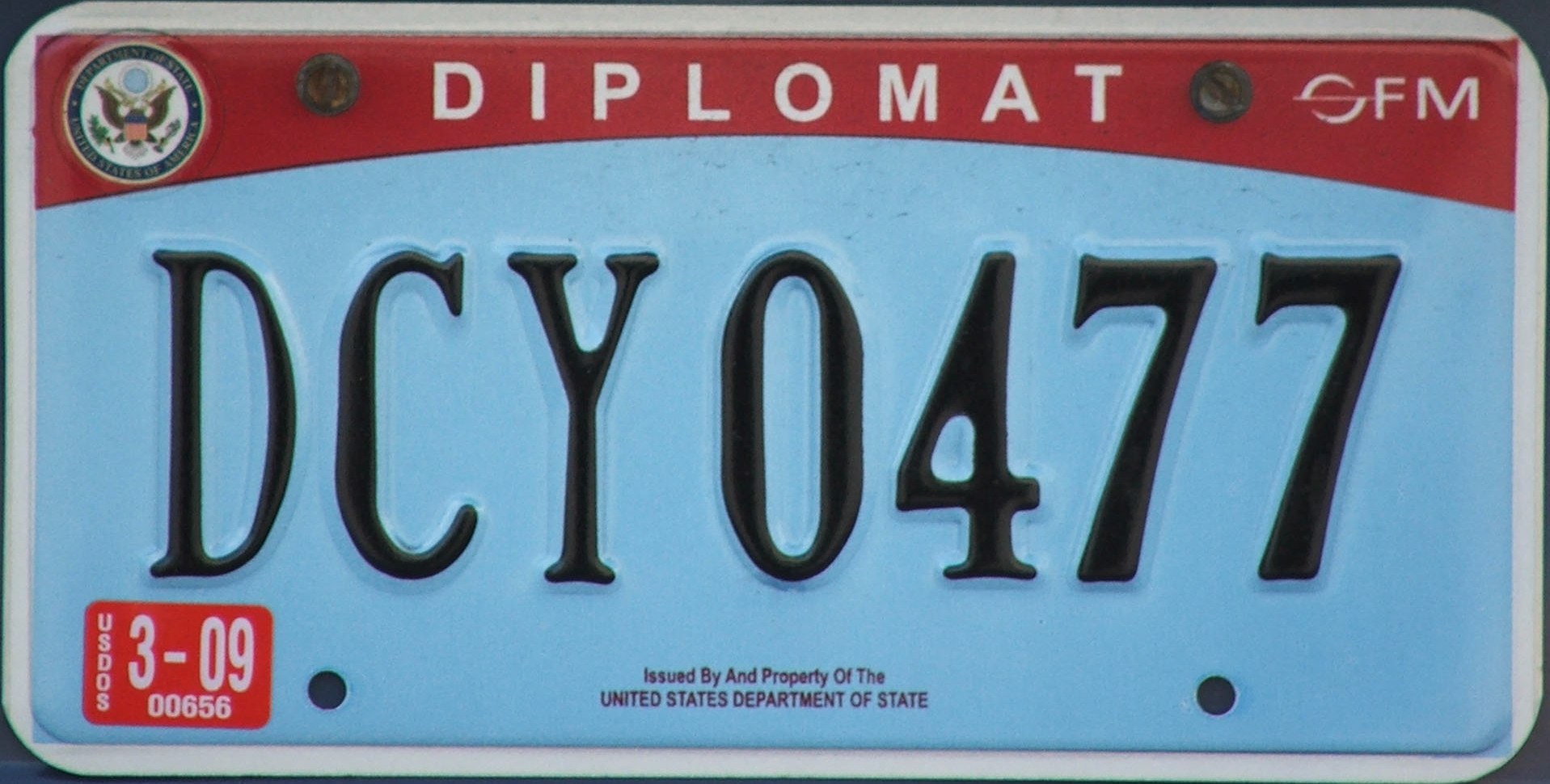
Placa diplomática dos Estados Unidos no padrão emitido a partir de 2007

## Placas por estados e territórios

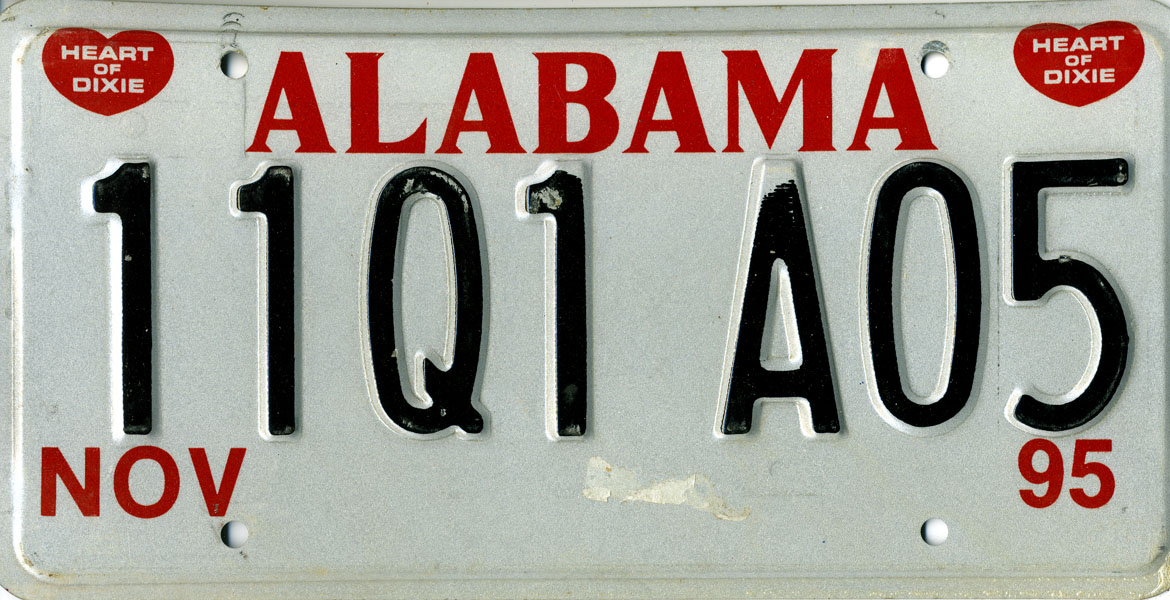
Alabama
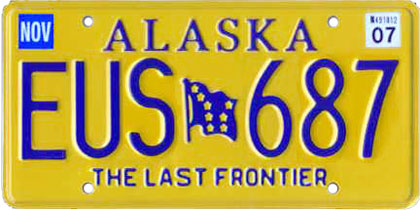
Alasca
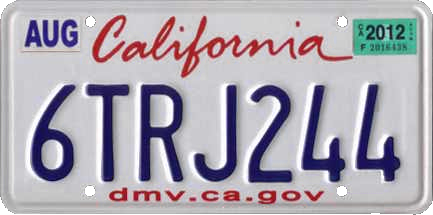
California
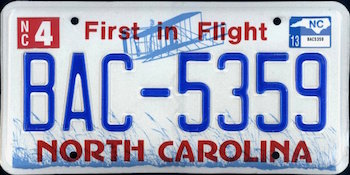
Carolina do Norte
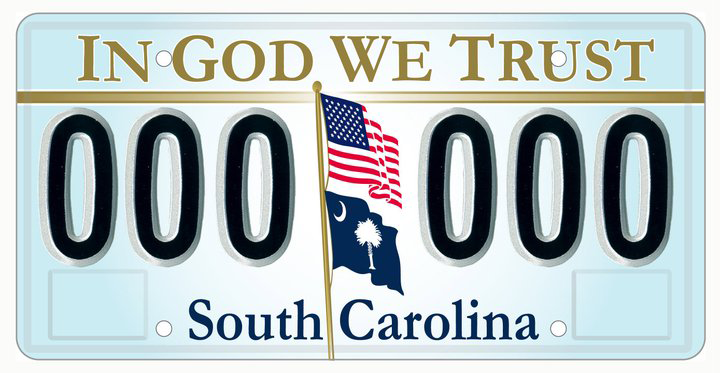
Carolina do Sul
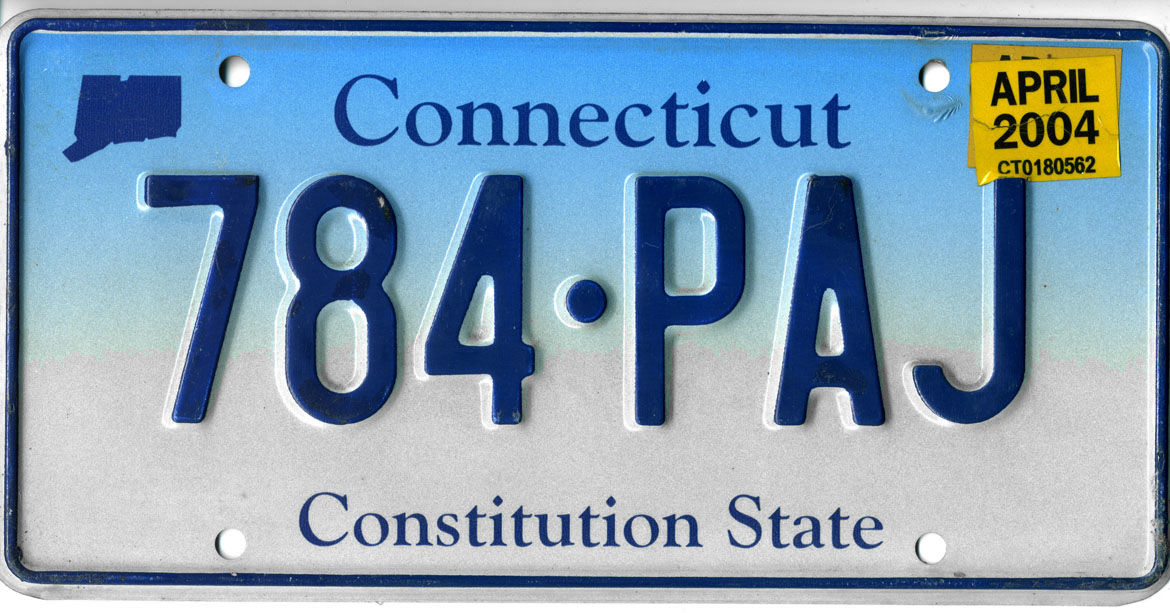
Connecticut
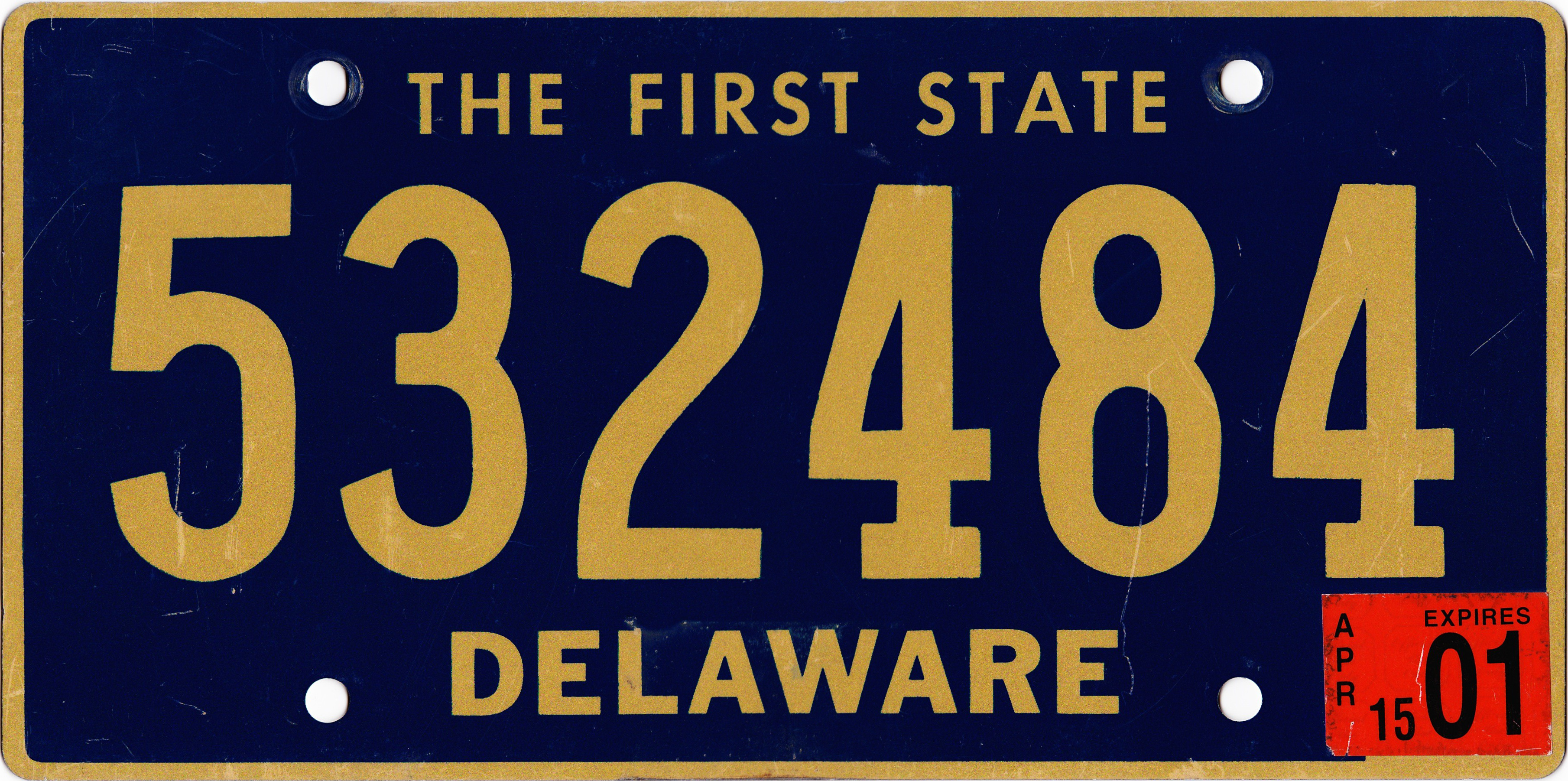
Delaware
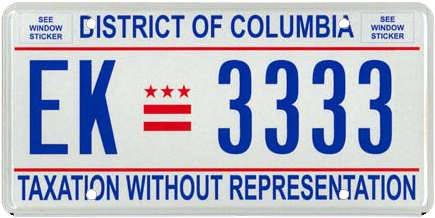
Distrito de Columbia
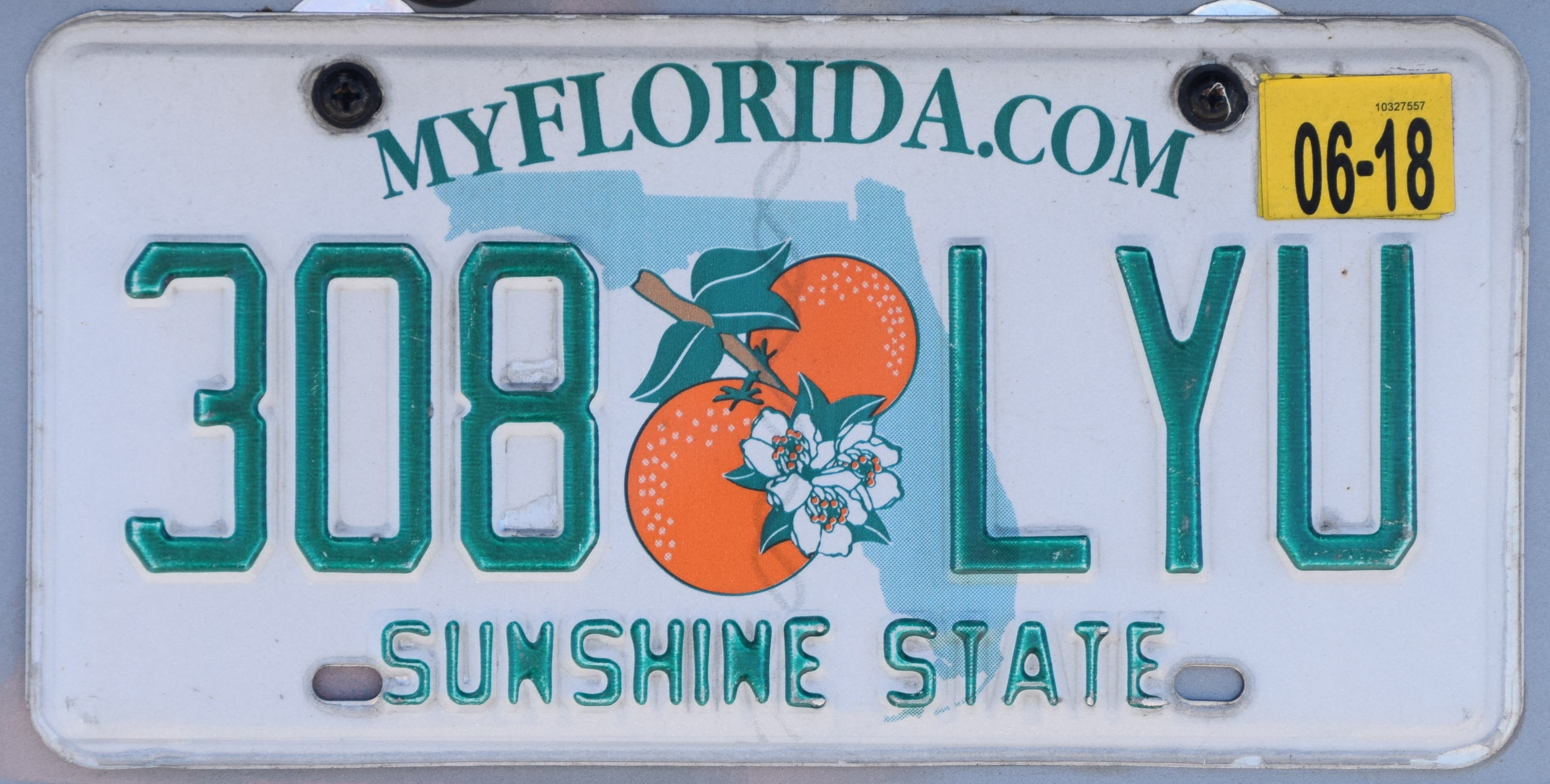
Flórida
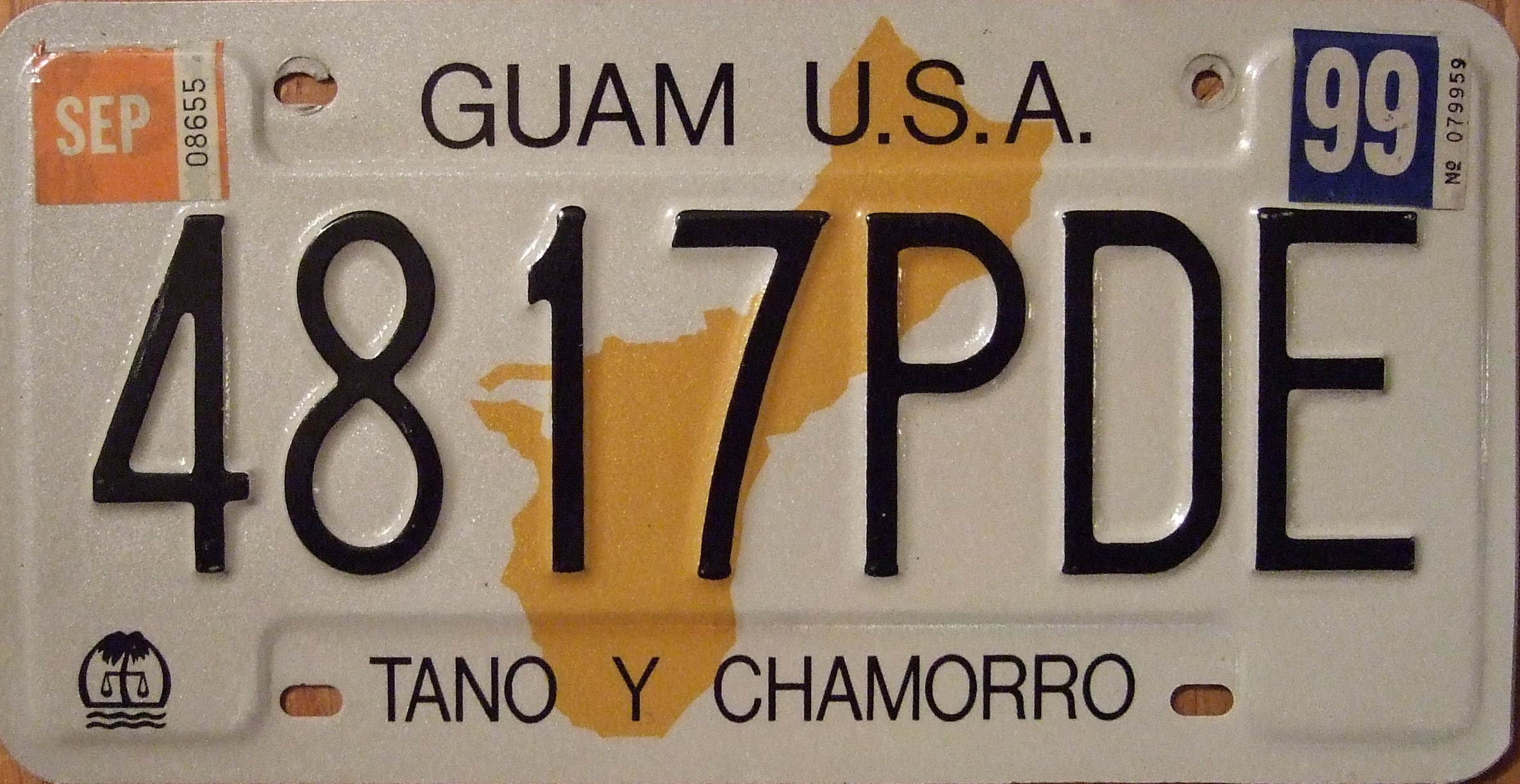
Guam
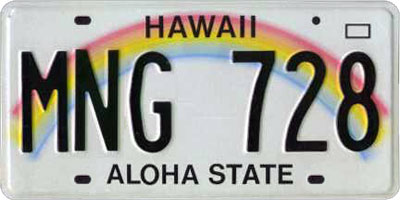
Havaí
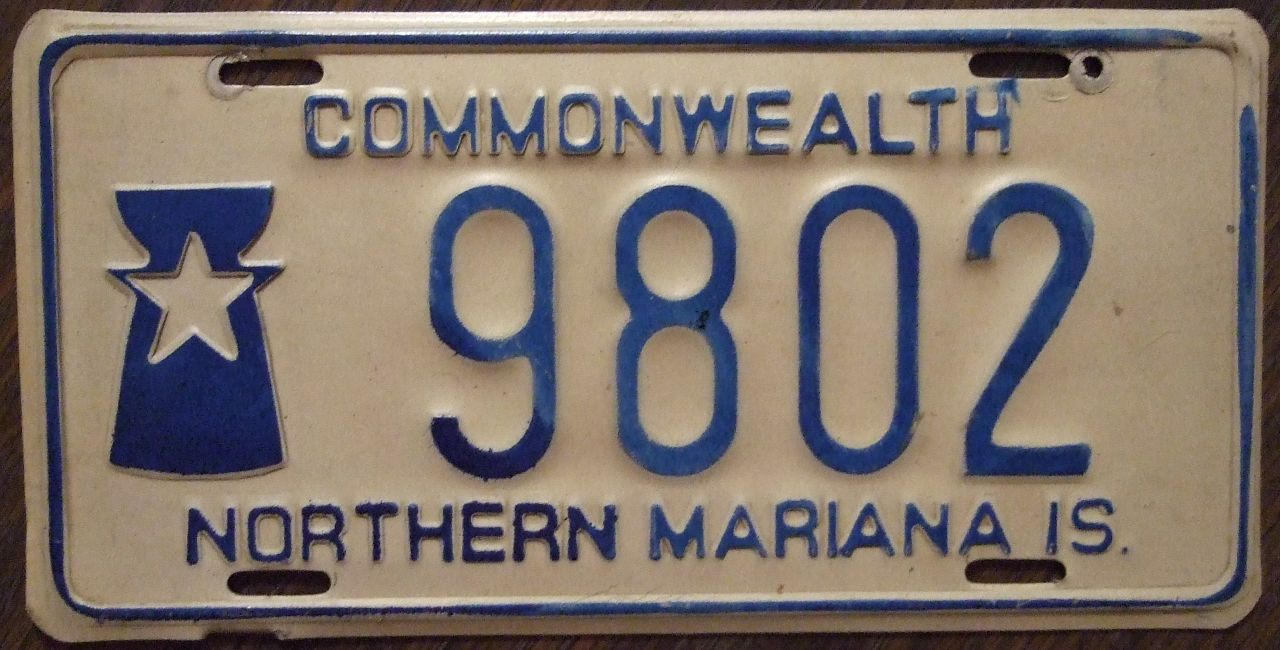
Ilhas Marianas do Norte
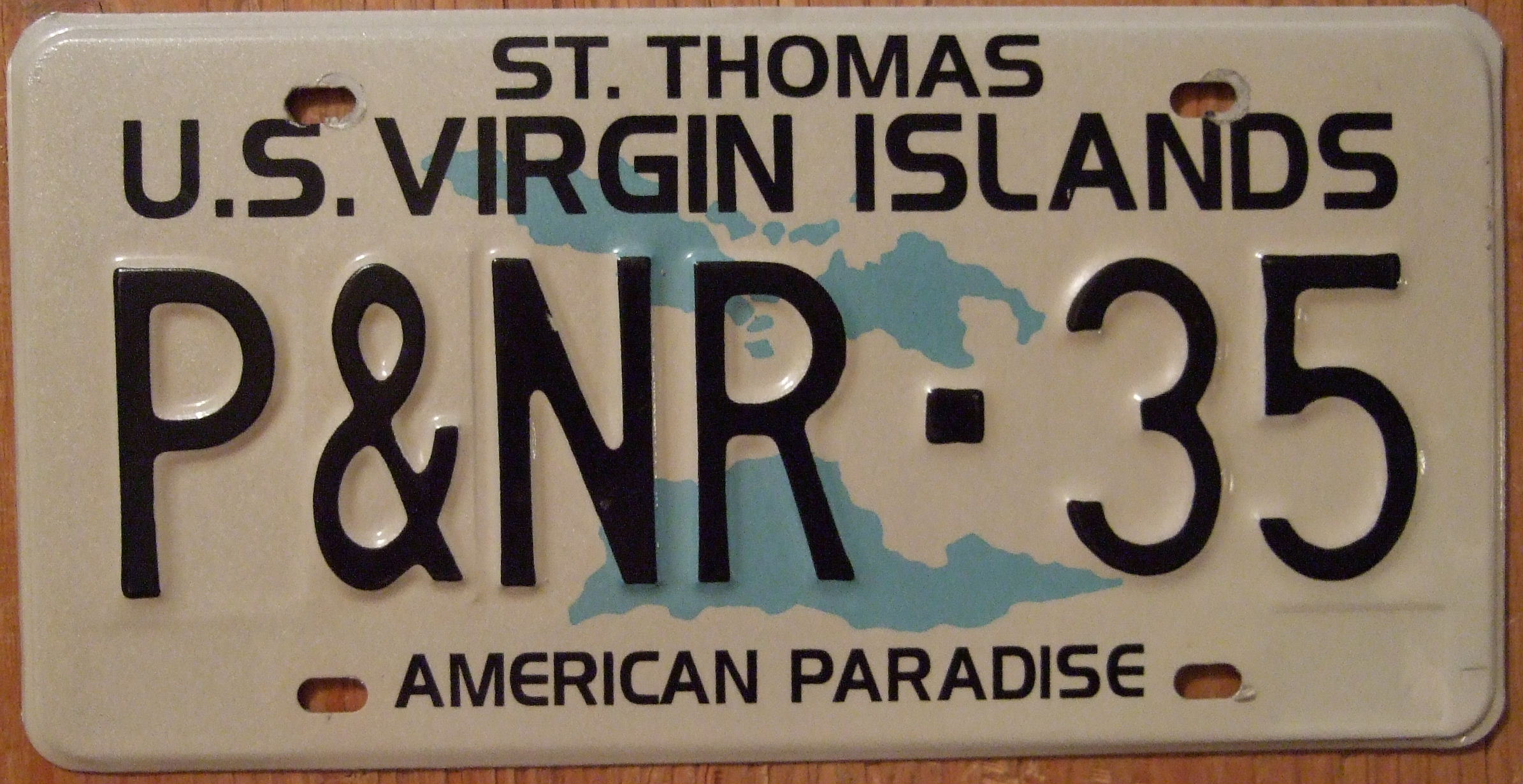
Ilhas Virgens Americanas
IllinoisIllinois
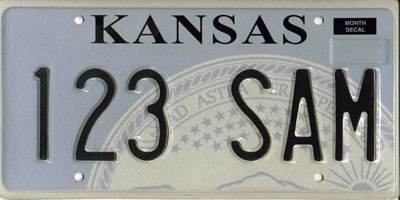
Kansas
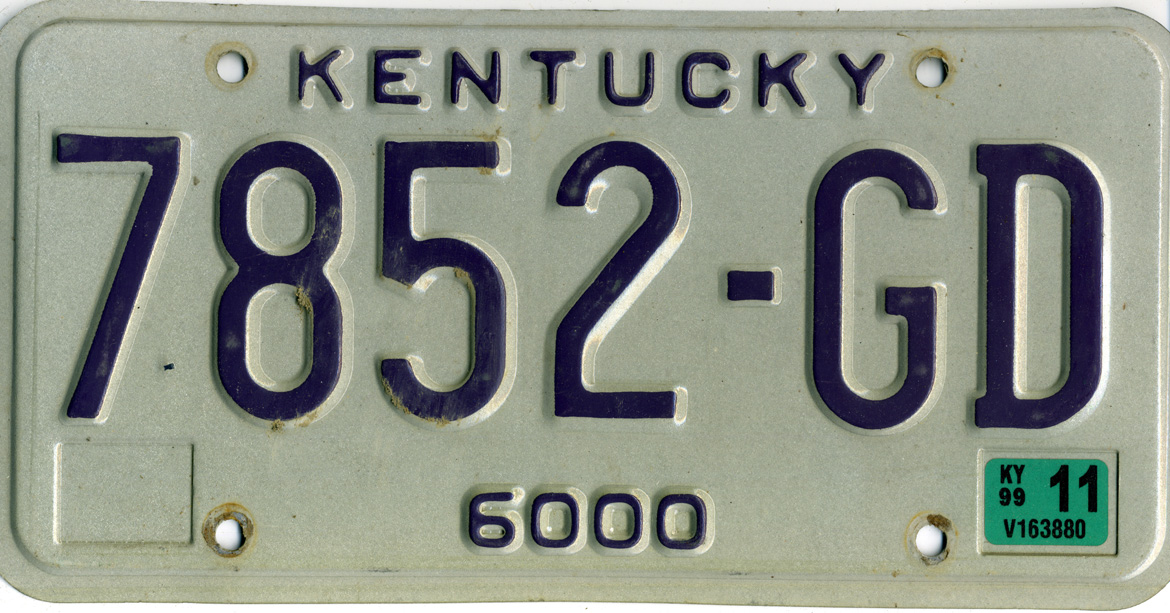
Kentucky
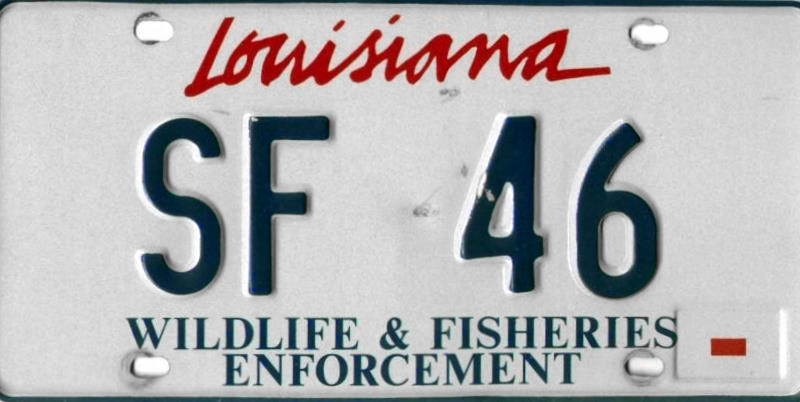
Louisiana
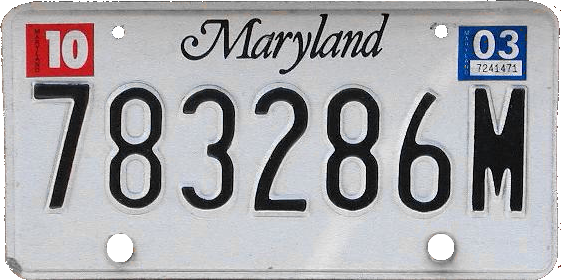
Maryland
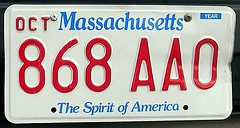
Massachusetts
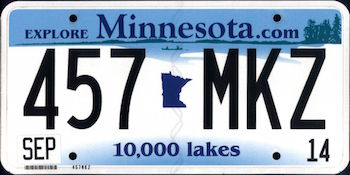
Minnesota
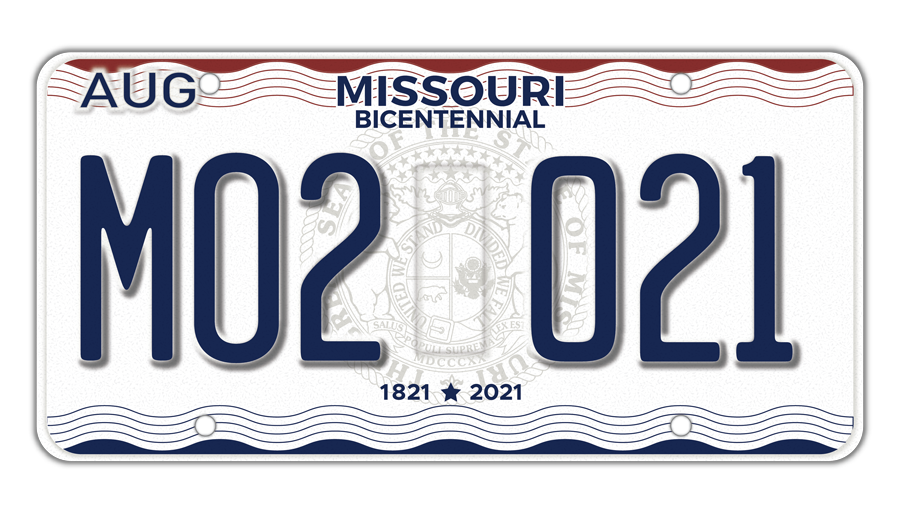
Missouri
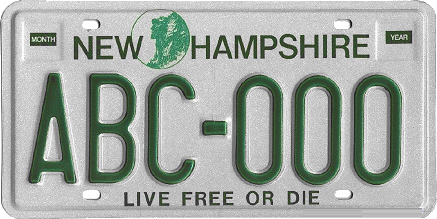
Nova Hampshire
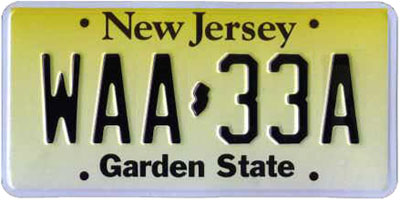
Nova Jersey
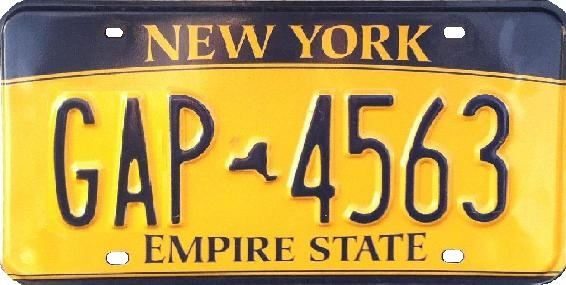
Nova York
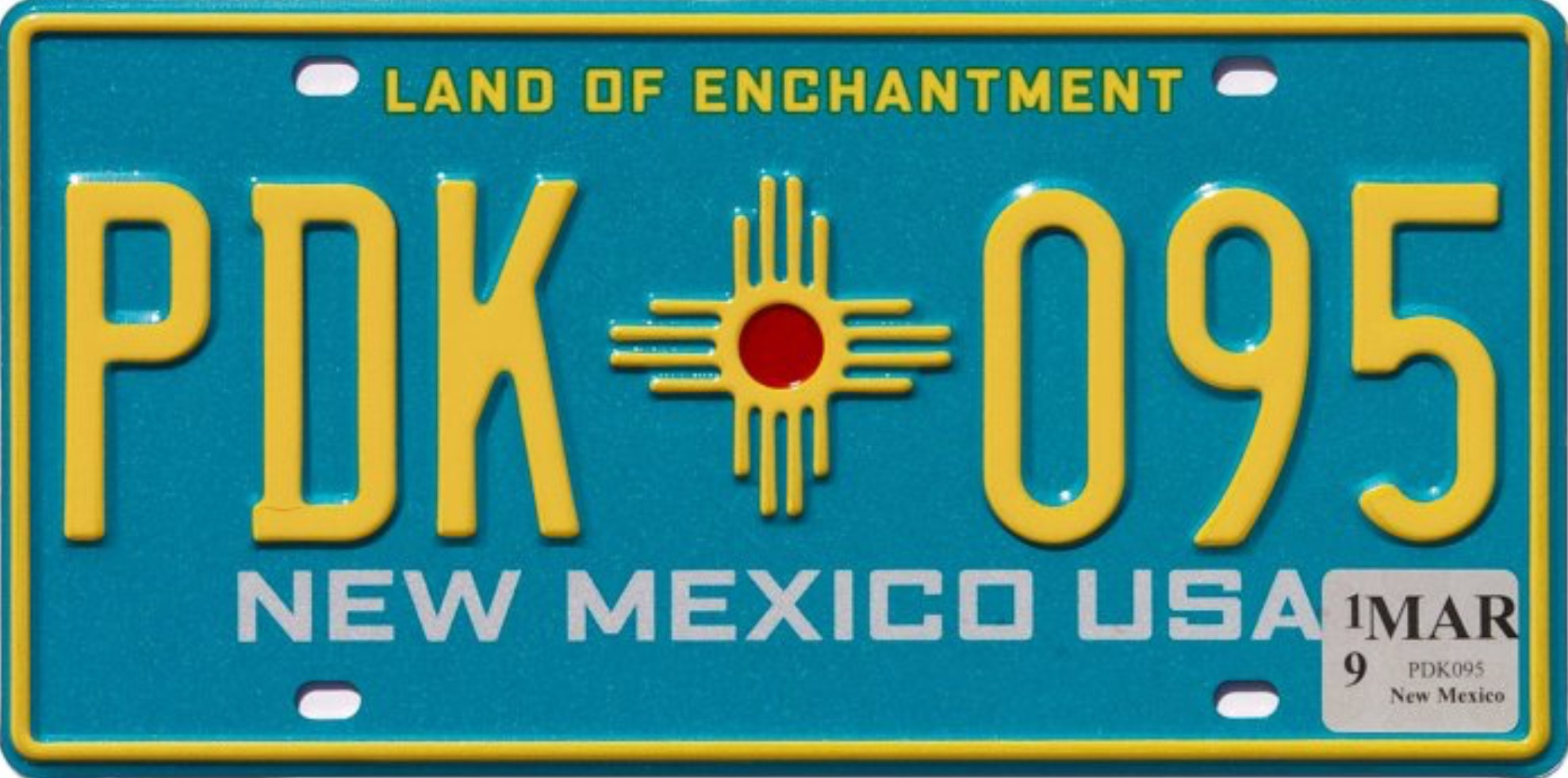
Novo México
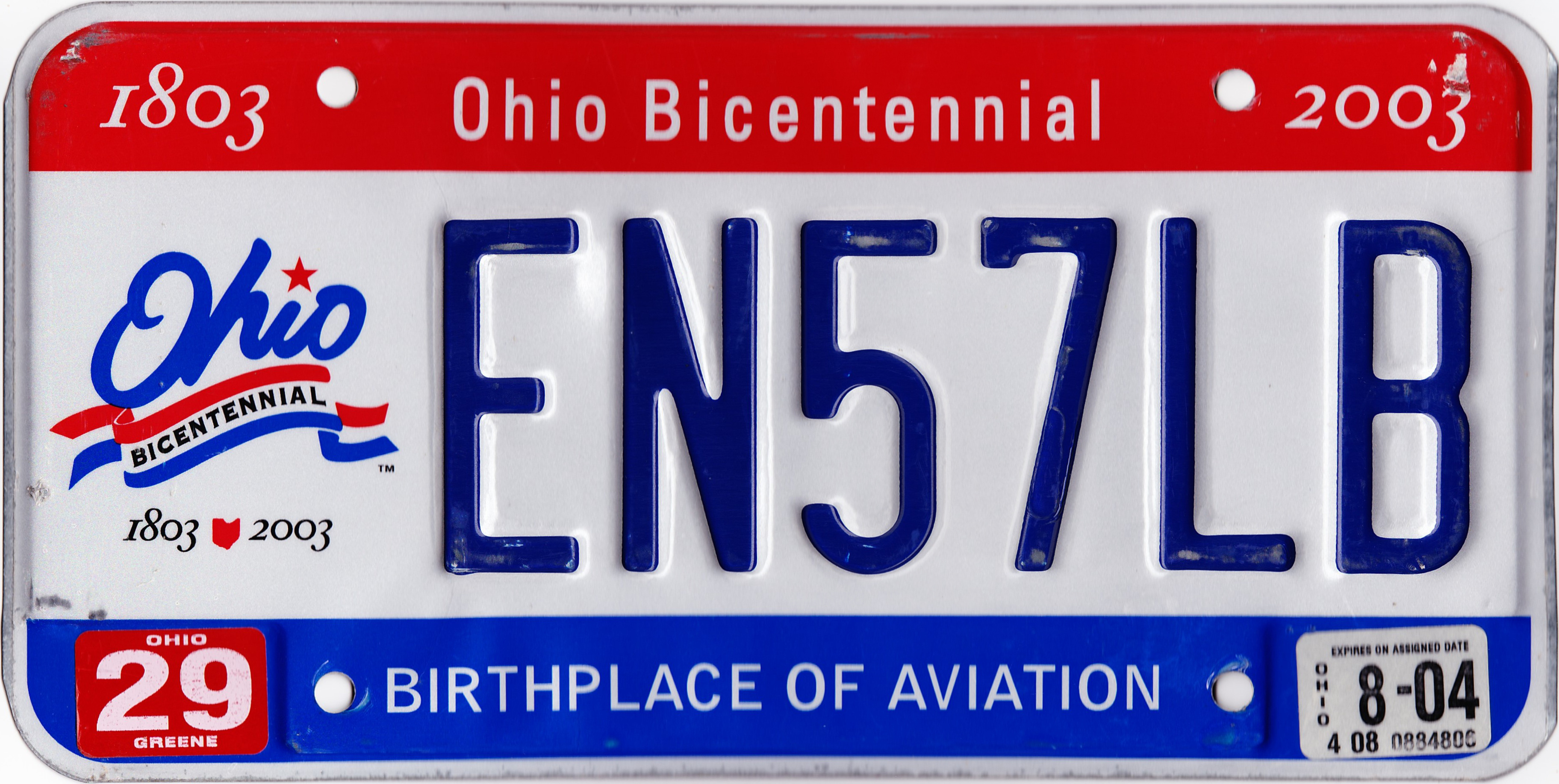
Ohio
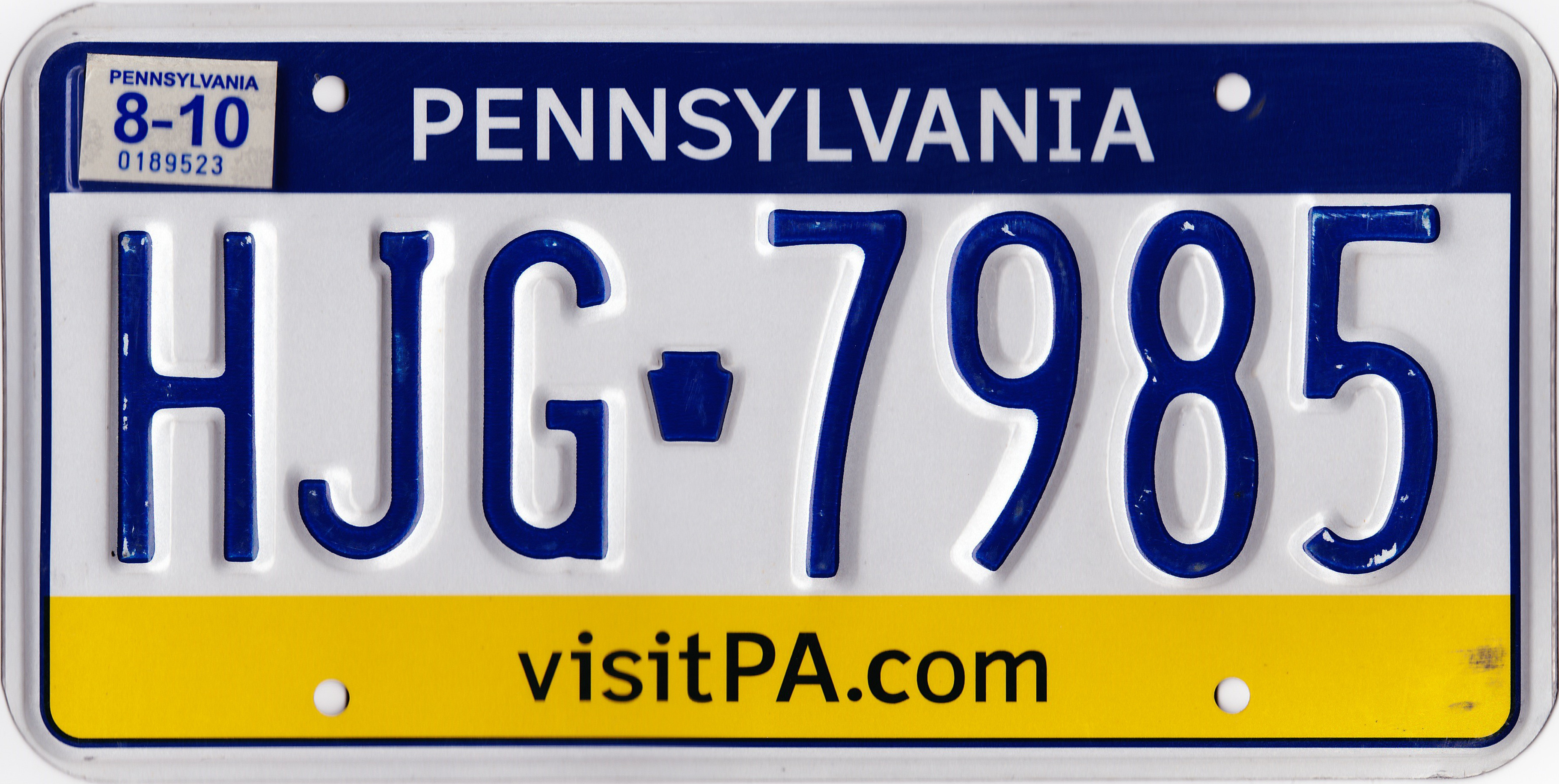
Pensilvânia
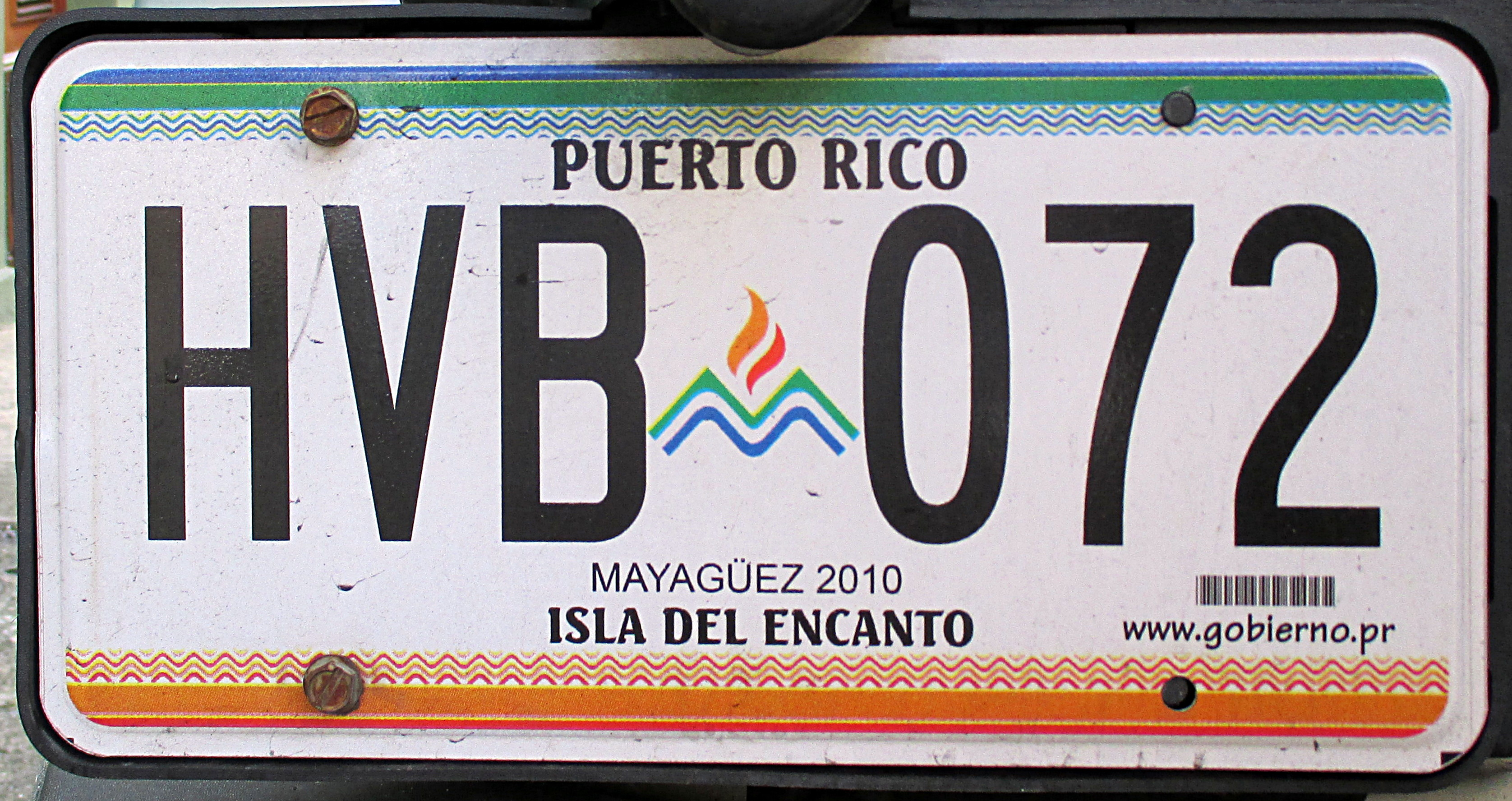
Porto Rico
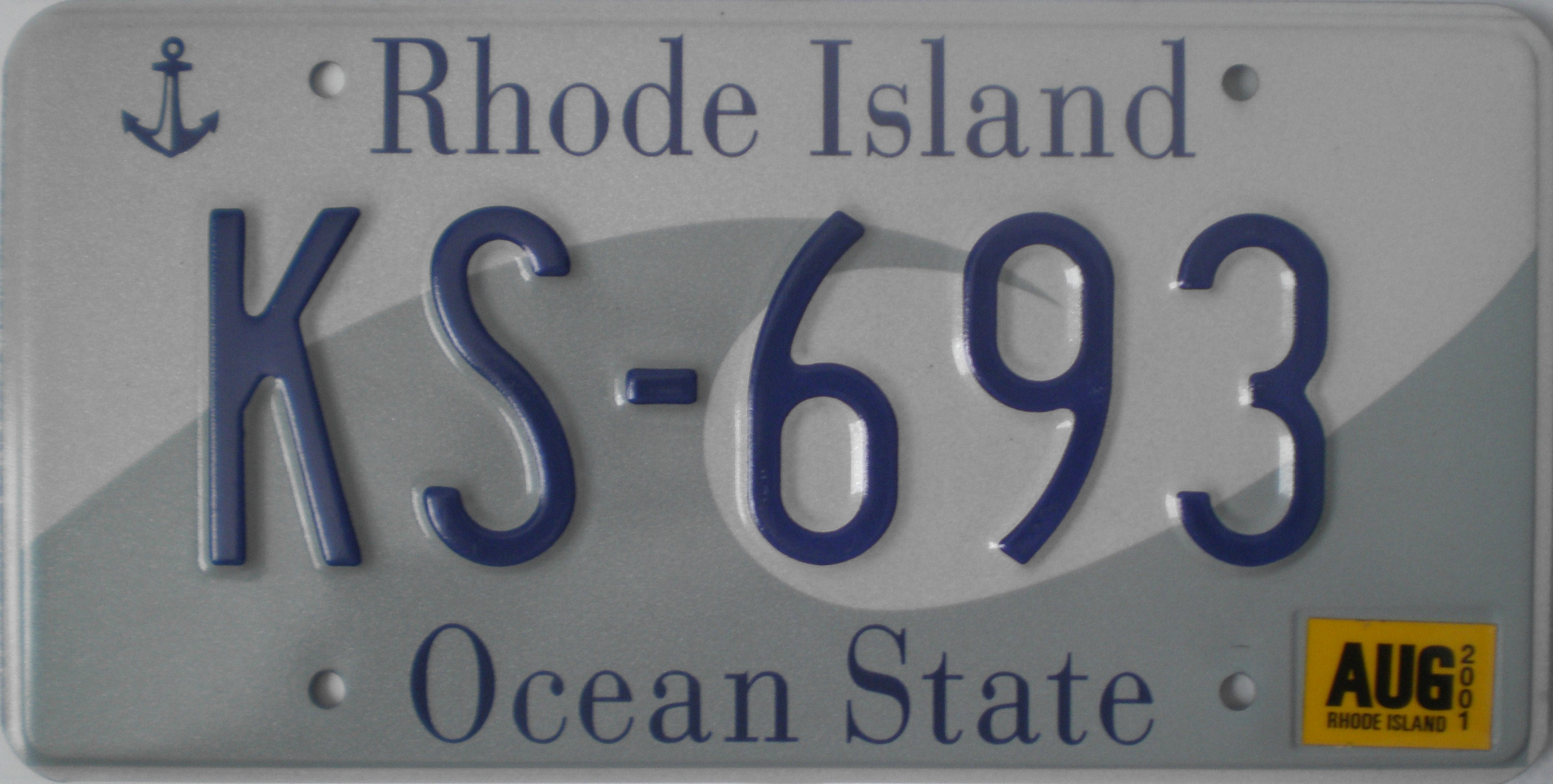
Rhode Island
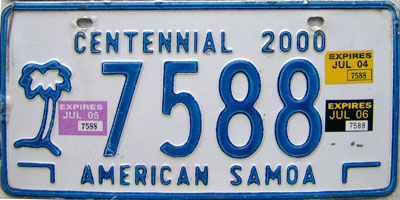
Samoa Americana
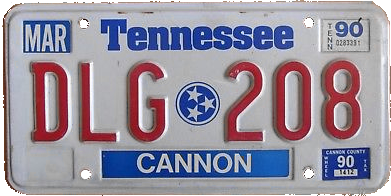
Tennessee
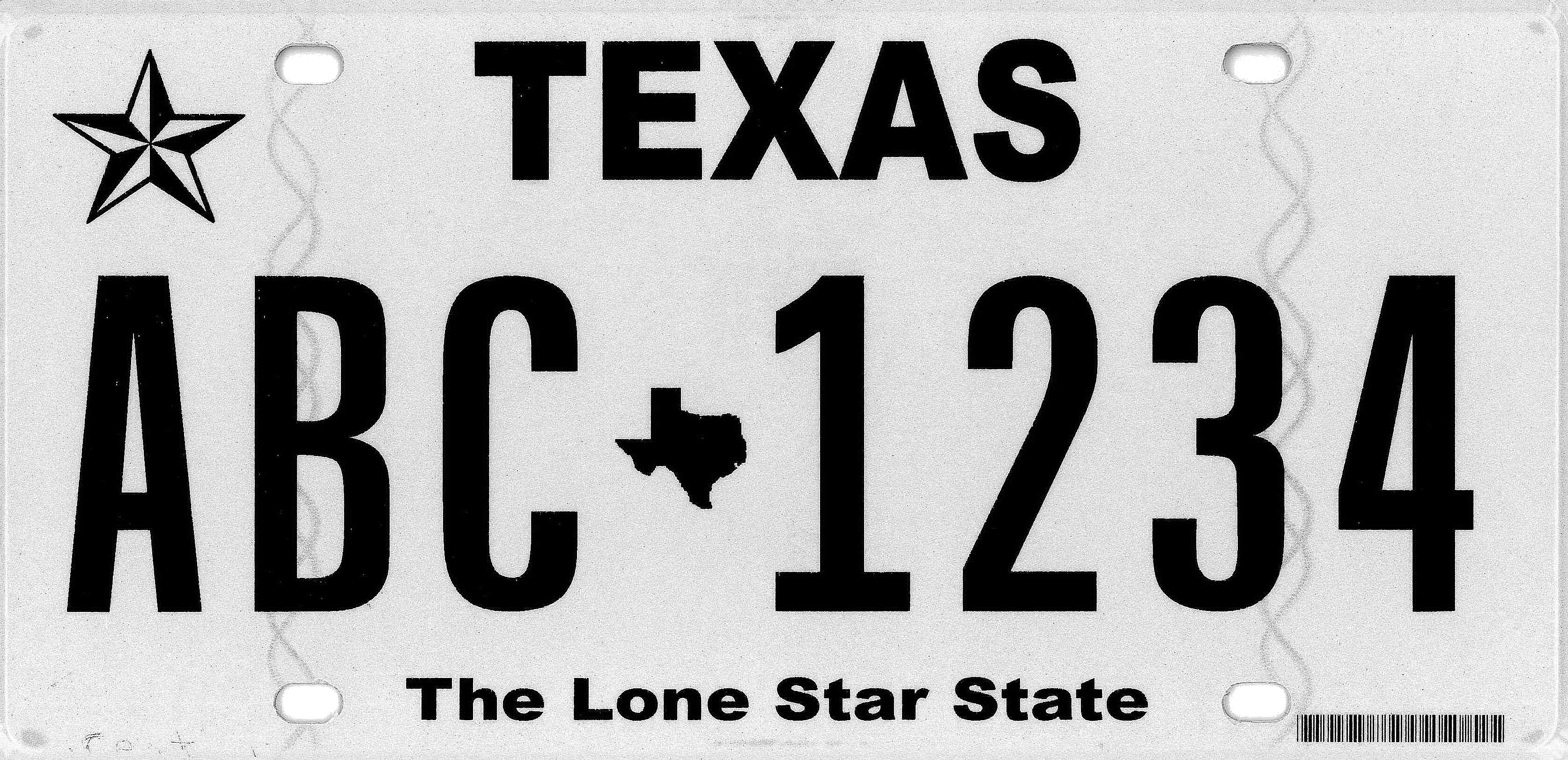
Texas
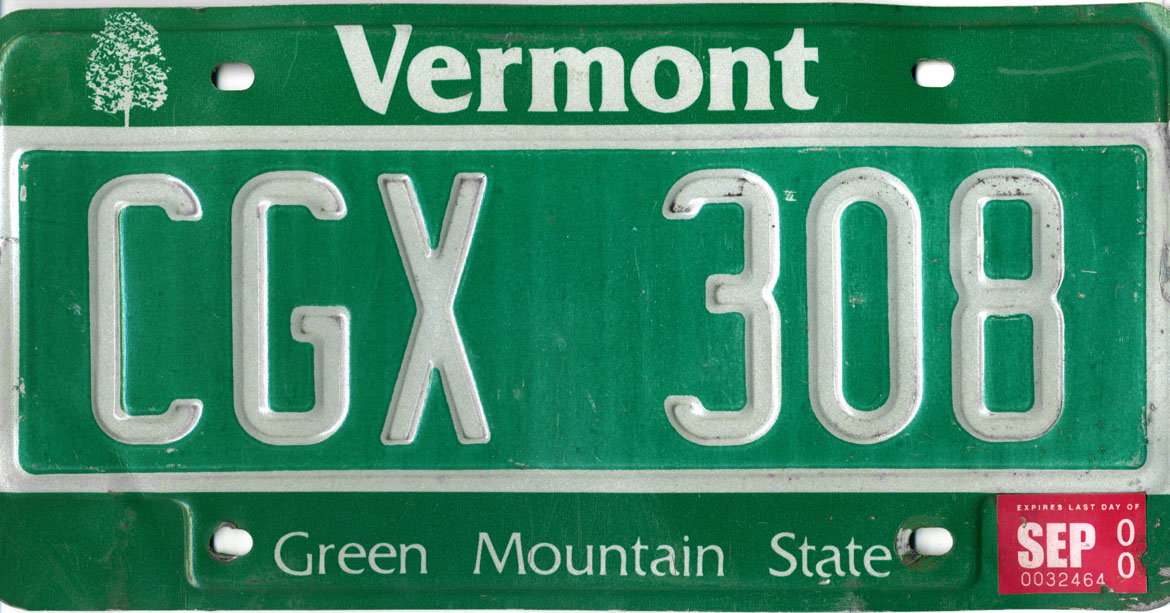
Vermont
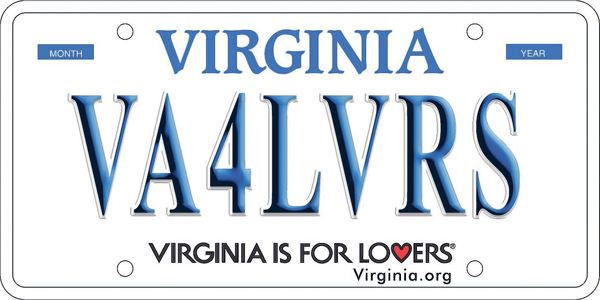
Virgínia
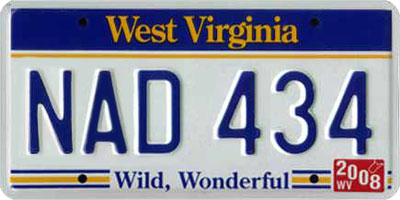
Virgínia Ocidental
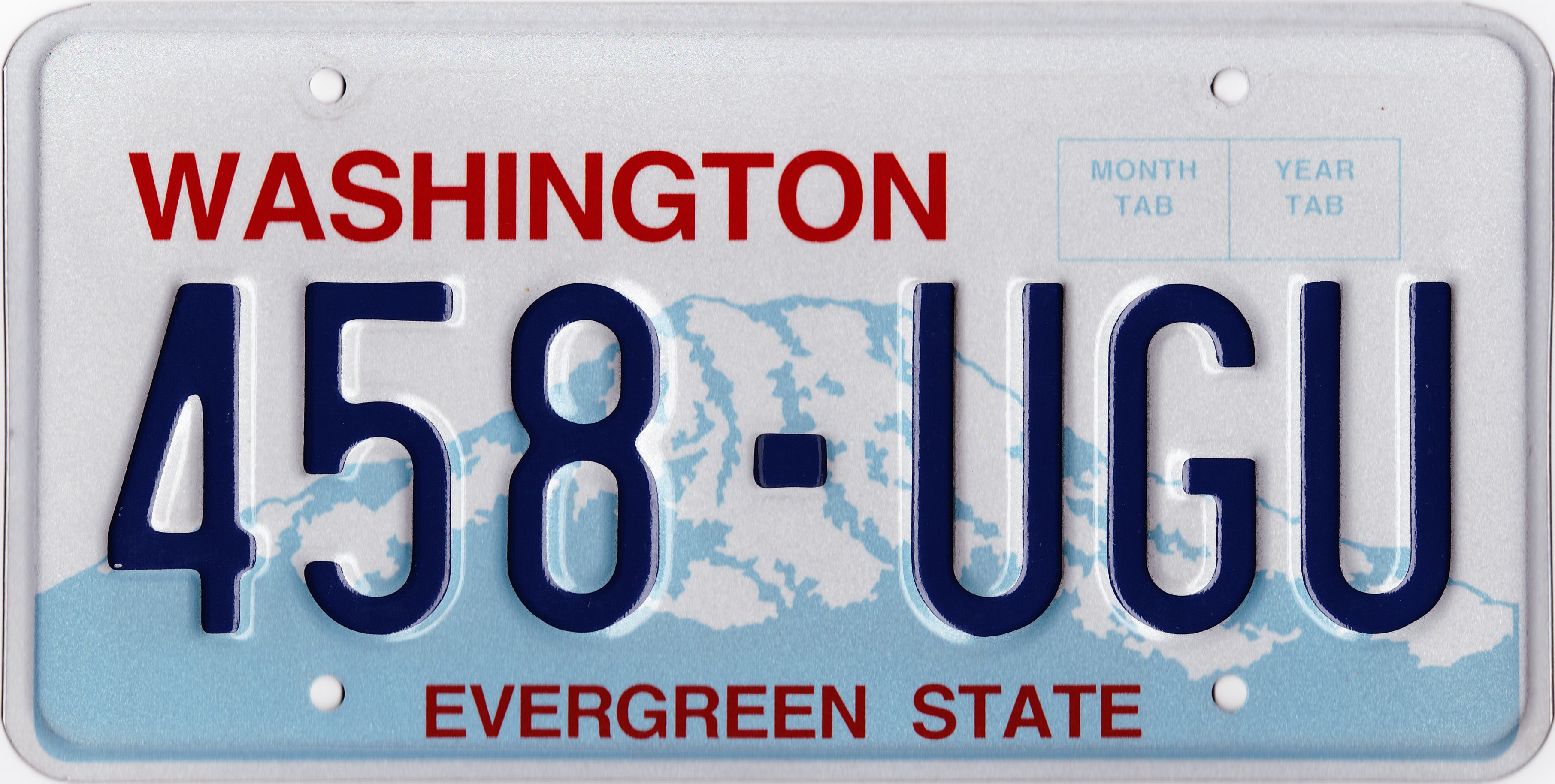
Washington
WisconsinWisconsin
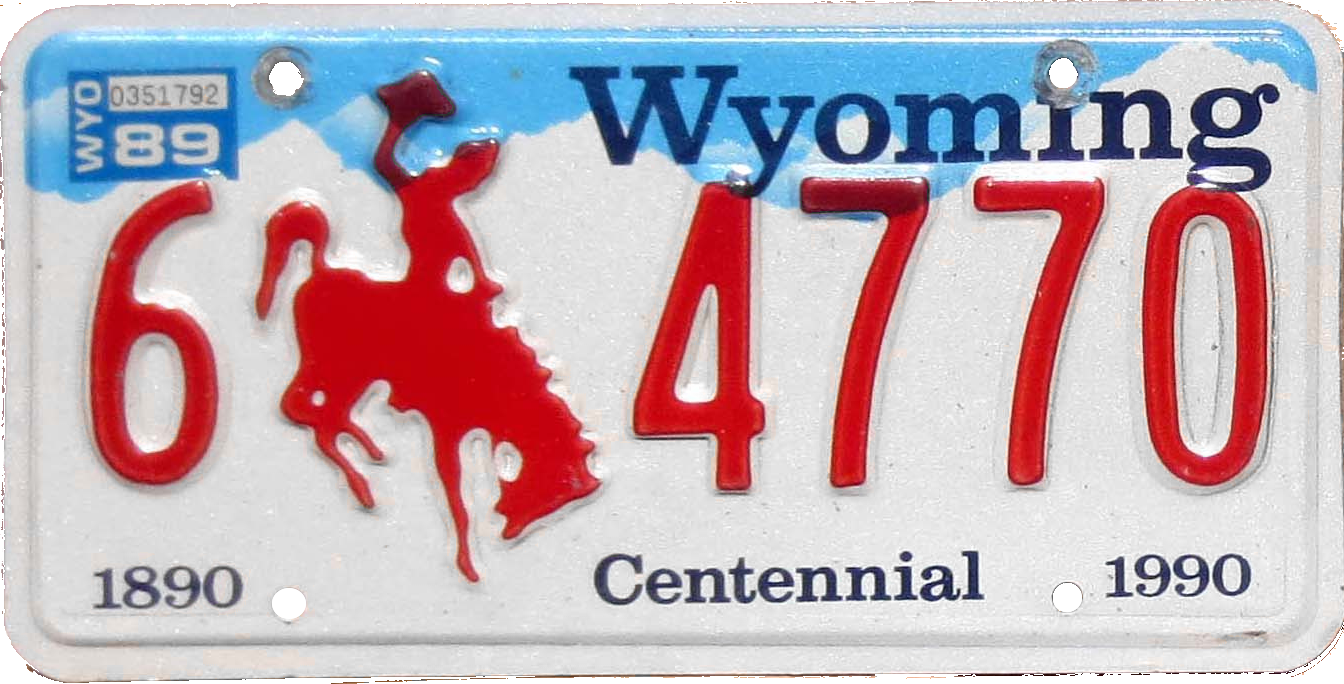
Wyoming